# Phase de groupes de la Ligue Europa 2015-2016
Pour un article plus général, voir Ligue Europa 2015-2016.
Navigation
Phase finale
La phase de groupes de l'édition 2015-2016 de la Ligue Europa se déroule du 17 septembre au 10 décembre 2015. Un total de 48 équipes y prend part afin de désigner 24 des 32 participants à la phase finale.

## Tirage au sort
Le tirage au sort a lieu le 29 août 2015 au Forum Grimaldi à Monaco,. Les quarante-huit équipes participantes sont divisées en quatre chapeaux sur la base de leur coefficient UEFA à la fin de la saison 2014-2015,. Celles-ci sont ensuite réparties en douze groupes de quatre équipes, avec comme restriction l'impossibilité pour deux équipes d'une même association de se rencontrer dans un groupe. De plus, le tirage a été contrôlé de sorte que les équipes d'une même association soient réparties équitablement entre les groupes A à F et G à L afin d'optimiser la couverture télévisée.
Les rencontres ont été décidées après le tirage. À chaque journée, six groupes jouent à 19h00 CEST/CET, tandis que les six autres jouent à 21h00 CEST/CET, les groupes A à F et G à L alternant entre ces deux horaires à chaque journée. D'autres restrictions sont présentes : par exemple, les équipes venant d'une même ville (Sporting CP et Belenenses, Fenerbahçe et Beşiktaş) ne jouent généralement pas à domicile lors de la même journée pour des raisons de logistique et de contrôle de la foule, et les équipes russes ne jouent pas à domicile lors de la dernière journée en raison de la météo hivernale et de l’obligation d'un coup d'envoi simultané.
Le 17 juillet 2014, le Panel d'urgence de l’UEFA décide que les clubs ukrainiens et russes ne peuvent être tirées ensemble « jusqu'à nouvel ordre » en raison de la situation politique entre les deux pays. De ce fait, le club ukrainien du Dnipro Dnipropetrovsk (chapeau 1) et les clubs russes du Rubin Kazan (chapeau 1), du Lokomotiv Moscou et du FK Krasnodar (chapeau 3 tous les deux) ne peuvent être tirés dans le même groupe.

## Équipes participantes
Fenerbahçe
Beșiktaș
Belenenses
Sporting
Quarante-huit équipes prennent part à la phase de groupes, ici regroupées par chapeaux,. Seize de ces équipes intègrent la compétition à ce stade, vingt-deux sont issues des barrages de qualification et dix sont repêchées des barrages de qualification à la Ligue des champions.
| Légende des couleurs                                                       |
| -------------------------------------------------------------------------- |
| Premiers et deuxièmes de groupe se qualifient pour les seizièmes de finale |

| Équipe                 | Coeff   |
| ---------------------- | ------- |
| Schalke 04             | 111.883 |
| Borussia Dortmund B    | 99.883  |
| FC Bâle LC             | 84.875  |
| SSC Naples             | 84.102  |
| Tottenham Hotspur      | 84.078  |
| Ajax Amsterdam B       | 66.195  |
| Villarreal CF          | 58.999  |
| Rubin Kazan B          | 57.099  |
| Athletic Bilbao B      | 56.999  |
| Sporting CP LC         | 56.276  |
| Olympique de Marseille | 55.483  |
| FK Dnipro              | 52.033  |

| Équipe            | Coeff  |
| ----------------- | ------ |
| Sporting Braga    | 51.776 |
| AC Fiorentina     | 49.102 |
| Lazio Rome LC     | 49.102 |
| RSC Anderlecht    | 47.440 |
| Liverpool FC      | 47.078 |
| AZ Alkmaar B      | 46.695 |
| Viktoria Plzeň B  | 41.825 |
| Club Bruges LC    | 41.440 |
| PAOK Salonique B  | 40.880 |
| Celtic Glasgow LC | 39.080 |
| Beşiktaş          | 36.520 |
| APOEL Nicosie LC  | 35.460 |

| Équipe                  | Coeff  |
| ----------------------- | ------ |
| AS Monaco LC            | 31.483 |
| Sparta Prague B         | 30.825 |
| Fenerbahçe B            | 30.020 |
| Legia Varsovie B        | 24.800 |
| Girondins de Bordeaux B | 24.483 |
| Lokomotiv Moscou        | 23.099 |
| Lech Poznań B           | 17.300 |
| AS Saint-Étienne B      | 16.983 |
| Slovan Liberec B        | 16.325 |
| FC Augsbourg            | 15.883 |
| Rapid Vienne LC         | 15.635 |
| FK Krasnodar B          | 15.099 |

| Équipe               | Coeff  |
| -------------------- | ------ |
| Partizan Belgrade LC | 14.775 |
| Asteras Tripolis     | 13.380 |
| Belenenses B         | 12.276 |
| Rosenborg BK B       | 11.875 |
| FK Qarabağ B         | 11.500 |
| Molde FK B           | 10.375 |
| Dynamo Minsk         | 9.650  |
| FC Groningue         | 8.695  |
| FC Sion              | 8.375  |
| FC Midtjylland B     | 7.960  |
| Skënderbeu Korçë LC  | 5.575  |
| Qabala FK B          | 2.750  |

Notes
B : Vainqueur des barrages de qualification

LC : Repêché des barrages de la Ligue des champions 2015-2016

## Format
Dans chaque groupe, chaque équipe affronte les trois autres, à domicile et à l'extérieur suivant un format « toutes rondes », pour un total de six matchs chacun. Le premier ainsi que le deuxième du groupe sont qualifiés pour les seizièmes de finale, où ils sont alors rejoints par les huit équipes arrivées en troisième position lors de la phase de groupes de la Ligue des champions. La répartition des points est la suivante : 3 points pour une victoire, 1 point pour un match nul et 0 points pour une défaite.

### Critères de départage
En cas d’égalité de points de plusieurs équipes à l'issue des matches de groupe,
les critères suivants sont appliqués dans l'ordre indiqué pour établir leur
classement :
1. plus grand nombre de points obtenus dans les matches du groupe disputés entre les équipes concernées ;
2. meilleure différence de buts dans les matches du groupe disputés entre les équipes concernées ;
3. plus grand nombre de buts marqués dans les matches du groupe disputés entre les équipes concernées ;
4. plus grand nombre de buts marqués à l’extérieur dans les matches du groupe disputés entre les équipes concernées ;
5. si, après l’application des critères 1 à 4, plusieurs équipes sont toujours à égalité, les critères 1 à 4 sont à nouveau appliqués exclusivement aux matches entre les équipes concernées afin de déterminer leur classement final. Si cette procédure ne donne pas de résultat, les critères 6 à 12 s’appliquent ;
6. meilleure différence de buts dans tous les matches du groupe ;
7. plus grand nombre de buts marqués dans tous les matches du groupe ;
8. plus grand nombre de buts marqués à l’extérieur dans tous les matches du groupe ;
9. plus grand nombre de victoires dans tous les matches du groupe ;
10. plus grand nombre de victoires à l'extérieur dans tous les matches du groupe ;
11. total le plus faible de points disciplinaires sur la base uniquement des cartons jaunes et des cartons rouges reçus durant tous les matches du groupe (carton rouge = 3 points, carton jaune = 1 point, expulsion pour deux cartons jaunes au cours d'un match = 3 points) ;
12. meilleur coefficient de club.

Légende des classements
- Qualification pour les seizièmes de finale

Légende des résultats
- Victoire à domicile
- Match nul
- Victoire à l'extérieur

## Groupes
Les jours de match sont le 17 septembre, le 1er octobre, le 22 octobre, le 5 novembre, le 26 novembre et le 10 décembre 2015. Les horaires de coup d'envoi sont 19h00 et 21h05 CEST/CET, à l'exception de cinq matchs en Biélorussie, Russie et Azerbaïdjan dont le coup d'envoi est fixé à 17h00 CEST/CET. Jusqu'au 24 octobre 2015 (journées 1 à 3), les horaires sont en CEST (UTC+2), elles passent ensuite en CET (UTC+1) pour les journées 4 à 6.

### Groupe A
| Rang | Équipe         | Pts | J | G | N | P | Bp | Bc | Diff |  | Résultats (▼ dom., ► ext.) |     |     |     |     |
| ---- | -------------- | --- | - | - | - | - | -- | -- | ---- |  | -------------------------- | --- | --- | --- | --- |
| 1    | Molde FK       | 11  | 6 | 3 | 2 | 1 | 10 | 7  | +3   |  | Molde FK                   |     | 0-2 | 1-1 | 3-1 |
| 2    | Fenerbahçe     | 9   | 6 | 2 | 3 | 1 | 7  | 6  | +1   |  | Fenerbahçe                 | 1-3 |     | 1-0 | 1-1 |
| 3    | Ajax Amsterdam | 7   | 6 | 1 | 4 | 1 | 6  | 6  | 0    |  | Ajax Amsterdam             | 1-1 | 0-0 |     | 2-2 |
| 4    | Celtic Glasgow | 3   | 6 | 0 | 3 | 3 | 8  | 12 | -4   |  | Celtic Glasgow             | 1-2 | 2-2 | 1-2 |     |

Source : UEFA
| 1re journée                  | Fenerbahçe | 1 - 3   | Molde FK                                               | Stade Şükrü Saracoğlu, Istanbul                 |                                                 |
| 17 septembre 2015 19h00 CEST | Nani 42e   | (1 - 1) | 36e (pen.) Høiland (en) · 53e Elyounoussi · 65e Linnes | Spectateurs : 31 209 Arbitrage : Benoît Bastien | Spectateurs : 31 209 Arbitrage : Benoît Bastien |
| 17 septembre 2015 19h00 CEST |            | Rapport | 25e, 64e Elyounoussi                                   | Spectateurs : 31 209 Arbitrage : Benoît Bastien | Spectateurs : 31 209 Arbitrage : Benoît Bastien |

| 17 septembre 2015 | Ajax Amsterdam           | 2 - 2   | Celtic Glasgow        | Amsterdam ArenA, Amsterdam                  |                                             |
| 19h00 CEST        | Fischer 25e · Schöne 84e | (1 - 1) | 8e Biton · 42e Lustig | Spectateurs : 47 455 Arbitrage : Luca Banti | Spectateurs : 47 455 Arbitrage : Luca Banti |
| 19h00 CEST        |                          | Rapport | 74e Izaguirre         | Spectateurs : 47 455 Arbitrage : Luca Banti | Spectateurs : 47 455 Arbitrage : Luca Banti |

| 2e journée                  | Celtic Glasgow              | 2 - 2   | Fenerbahçe        | Celtic Park, Glasgow                              |                                                   |
| 1er octobre 2015 21h05 CEST | Griffiths 28e · Commons 32e | (2 - 1) | 43e 48e Fernandão | Spectateurs : 41 330 Arbitrage : Kenn Hansen (en) | Spectateurs : 41 330 Arbitrage : Kenn Hansen (en) |
| 1er octobre 2015 21h05 CEST | Rapport                     |         |                   | Spectateurs : 41 330 Arbitrage : Kenn Hansen (en) | Spectateurs : 41 330 Arbitrage : Kenn Hansen (en) |

| 1er octobre 2015 | Molde FK  | 1 - 1   | Ajax Amsterdam | Aker Stadion, Molde                                   |                                                       |
| 21h05 CEST       | Hestad 8e | (1 - 1) | 19e Fischer    | Spectateurs : 7 890 Arbitrage : Paweł Raczkowski (pl) | Spectateurs : 7 890 Arbitrage : Paweł Raczkowski (pl) |
| 21h05 CEST       | Rapport   |         |                | Spectateurs : 7 890 Arbitrage : Paweł Raczkowski (pl) | Spectateurs : 7 890 Arbitrage : Paweł Raczkowski (pl) |

| 3e journée                 | Molde FK                                  | 3 - 1   | Celtic Glasgow | Aker Stadion, Molde                                       |                                                           |
| 22 octobre 2015 21h05 CEST | Kamara 11e · Forren 18e · Elyounoussi 56e | (2 - 0) | 55e Commons    | Spectateurs : 9 166 Arbitrage : Vladislav Bezborodov (en) | Spectateurs : 9 166 Arbitrage : Vladislav Bezborodov (en) |
| 22 octobre 2015 21h05 CEST | Rapport                                   |         |                | Spectateurs : 9 166 Arbitrage : Vladislav Bezborodov (en) | Spectateurs : 9 166 Arbitrage : Vladislav Bezborodov (en) |

| 22 octobre 2015 | Fenerbahçe    | 1 - 0   | Ajax Amsterdam | Stade Şükrü Saracoğlu, Istanbul                                |                                                                |
| 21h05 CEST      | Fernandão 89e | (0 - 0) |                | Spectateurs : 35 292 Arbitrage : David Fernández Borbalán (en) | Spectateurs : 35 292 Arbitrage : David Fernández Borbalán (en) |
| 21h05 CEST      | Rapport       |         |                | Spectateurs : 35 292 Arbitrage : David Fernández Borbalán (en) | Spectateurs : 35 292 Arbitrage : David Fernández Borbalán (en) |

| 4e journée                | Celtic Glasgow | 1 - 2   | Molde FK                     | Celtic Park, Glasgow                           |                                                |
| 5 novembre 2015 19h00 CET | Commons 26e    | (1 - 2) | 21e Elyounoussi · 37e Hestad | Spectateurs : 37 071 Arbitrage : Slavko Vinčić | Spectateurs : 37 071 Arbitrage : Slavko Vinčić |
| 5 novembre 2015 19h00 CET | Biton 77e      | Rapport |                              | Spectateurs : 37 071 Arbitrage : Slavko Vinčić | Spectateurs : 37 071 Arbitrage : Slavko Vinčić |

| 5 novembre 2015 | Ajax Amsterdam | 0 - 0   | Fenerbahçe | Amsterdam ArenA, Amsterdam                   |                                              |
| 19h00 CET       |                | (0 - 0) |            | Spectateurs : 48 990 Arbitrage : Liran Liany | Spectateurs : 48 990 Arbitrage : Liran Liany |
| 19h00 CET       | Rapport        |         |            | Spectateurs : 48 990 Arbitrage : Liran Liany | Spectateurs : 48 990 Arbitrage : Liran Liany |

| 5e journée                 | Molde FK       | 0 - 2   | Fenerbahçe                | Aker Stadion, Molde                                   |                                                       |
| 26 novembre 2015 21h05 CET |                | (0 - 0) | 68e Fernandão · 84e Tufan | Spectateurs : 8 235 Arbitrage : Miroslav Zelinka (en) | Spectateurs : 8 235 Arbitrage : Miroslav Zelinka (en) |
| 26 novembre 2015 21h05 CET | Rindarøy 90+1e | Rapport |                           | Spectateurs : 8 235 Arbitrage : Miroslav Zelinka (en) | Spectateurs : 8 235 Arbitrage : Miroslav Zelinka (en) |

| 26 novembre 2015 | Celtic Glasgow | 1 - 2   | Ajax Amsterdam        | Celtic Park, Glasgow                          |                                               |
| 21h05 CET        | McGregor 4e    | (1 - 1) | 22e Milik · 88e Černý | Spectateurs : 44 118 Arbitrage : Felix Zwayer | Spectateurs : 44 118 Arbitrage : Felix Zwayer |
| 21h05 CET        | Rapport        |         |                       | Spectateurs : 44 118 Arbitrage : Felix Zwayer | Spectateurs : 44 118 Arbitrage : Felix Zwayer |

| 6e journée                 | Fenerbahçe    | 1 - 1   | Celtic Glasgow | Stade Şükrü Saracoğlu, Istanbul                      |                                                      |
| 10 décembre 2015 19h00 CET | Marković 39e  | (1 - 0) | 75e Commons    | Spectateurs : 35 372 Arbitrage : Serge Gumienny (en) | Spectateurs : 35 372 Arbitrage : Serge Gumienny (en) |
| 10 décembre 2015 19h00 CET | Diego 5e, 67e | Rapport |                | Spectateurs : 35 372 Arbitrage : Serge Gumienny (en) | Spectateurs : 35 372 Arbitrage : Serge Gumienny (en) |

| 10 décembre 2015 | Ajax Amsterdam  | 1 - 1   | Molde FK  | Amsterdam ArenA, Amsterdam                             |                                                        |
| 19h00 CET        | Van de Beek 14e | (1 - 1) | 29e Singh | Spectateurs : 48 041 Arbitrage : Yevhen Aranovsky (en) | Spectateurs : 48 041 Arbitrage : Yevhen Aranovsky (en) |
| 19h00 CET        | Gudelj 62e, 90e | Rapport |           | Spectateurs : 48 041 Arbitrage : Yevhen Aranovsky (en) | Spectateurs : 48 041 Arbitrage : Yevhen Aranovsky (en) |

### Groupe B
| Rang | Équipe                | Pts | J | G | N | P | Bp | Bc | Diff |  | Résultats (▼ dom., ► ext.) |     |     |     |     |
| ---- | --------------------- | --- | - | - | - | - | -- | -- | ---- |  | -------------------------- | --- | --- | --- | --- |
| 1    | Liverpool FC          | 10  | 6 | 2 | 4 | 0 | 6  | 4  | +2   |  | Liverpool FC               |     | 1-1 | 1-1 | 2-1 |
| 2    | FC Sion               | 9   | 6 | 2 | 3 | 1 | 5  | 5  | 0    |  | FC Sion                    | 0-0 |     | 2-1 | 1-1 |
| 3    | Rubin Kazan           | 6   | 6 | 1 | 3 | 2 | 6  | 6  | 0    |  | Rubin Kazan                | 0-1 | 2-0 |     | 0-0 |
| 4    | Girondins de Bordeaux | 4   | 6 | 0 | 4 | 2 | 5  | 7  | -2   |  | Girondins de Bordeaux      | 1-1 | 0-1 | 2-2 |     |

Source : UEFA
| 1re journée                  | Girondins de Bordeaux | 1 - 1   | Liverpool FC | Stade Matmut-Atlantique, Bordeaux                         |                                                           |
| 17 septembre 2015 19h00 CEST | Jussiê 81e            | (0 - 0) | 65e Lallana  | Spectateurs : 35 328 Arbitrage : Alberto Undiano Mallenco | Spectateurs : 35 328 Arbitrage : Alberto Undiano Mallenco |
| 17 septembre 2015 19h00 CEST | Rapport               |         |              | Spectateurs : 35 328 Arbitrage : Alberto Undiano Mallenco | Spectateurs : 35 328 Arbitrage : Alberto Undiano Mallenco |

| 17 septembre 2015 | FC Sion        | 2 - 1   | Rubin Kazan    | Stade de Tourbillon, Sion                      |                                                |
| 19h00 CEST        | Konaté 11e 82e | (1 - 0) | 65e Kannunikov | Spectateurs : 7 000 Arbitrage : Andreas Ekberg | Spectateurs : 7 000 Arbitrage : Andreas Ekberg |
| 19h00 CEST        | Rapport        |         |                | Spectateurs : 7 000 Arbitrage : Andreas Ekberg | Spectateurs : 7 000 Arbitrage : Andreas Ekberg |

| 2e journée                  | Rubin Kazan      | 0 - 0   | Girondins de Bordeaux | Stade central, Kazan                               |                                                    |
| 1er octobre 2015 21h05 CEST |                  | (0 - 0) |                       | Spectateurs : 17 642 Arbitrage : Gediminas Mažeika | Spectateurs : 17 642 Arbitrage : Gediminas Mažeika |
| 1er octobre 2015 21h05 CEST | Kislyak 75e, 80e | Rapport |                       | Spectateurs : 17 642 Arbitrage : Gediminas Mažeika | Spectateurs : 17 642 Arbitrage : Gediminas Mažeika |

| 1er octobre 2015 | Liverpool FC | 1 - 1   | FC Sion      | Anfield, Liverpool                             |                                                |
| 21h05 CEST       | Lallana 4e   | (1 - 1) | 18e Assifuah | Spectateurs : 37 252 Arbitrage : Slavko Vinčić | Spectateurs : 37 252 Arbitrage : Slavko Vinčić |
| 21h05 CEST       | Rapport      |         |              | Spectateurs : 37 252 Arbitrage : Slavko Vinčić | Spectateurs : 37 252 Arbitrage : Slavko Vinčić |

| 3e journée                 | Liverpool FC | 1 - 1   | Rubin Kazan     | Anfield, Liverpool                                         |                                                            |
| 22 octobre 2015 21h05 CEST | Can 37e      | (1 - 1) | 15e Dević       | Spectateurs : 42 951 Arbitrage : Robert Schörgenhofer (en) | Spectateurs : 42 951 Arbitrage : Robert Schörgenhofer (en) |
| 22 octobre 2015 21h05 CEST |              | Rapport | 19e, 36e Kuzmin | Spectateurs : 42 951 Arbitrage : Robert Schörgenhofer (en) | Spectateurs : 42 951 Arbitrage : Robert Schörgenhofer (en) |

| 22 octobre 2015 | Girondins de Bordeaux | 0 - 1   | FC Sion     | Stade Matmut-Atlantique, Bordeaux                   |                                                     |
| 21h05 CEST      |                       | (0 - 1) | 21e Lacroix | Spectateurs : 18 318 Arbitrage : Aleksandar Stavrev | Spectateurs : 18 318 Arbitrage : Aleksandar Stavrev |
| 21h05 CEST      | Khazri 77e, 86e       | Rapport |             | Spectateurs : 18 318 Arbitrage : Aleksandar Stavrev | Spectateurs : 18 318 Arbitrage : Aleksandar Stavrev |

| 4e journée                | Rubin Kazan | 0 - 1   | Liverpool FC | Stade central, Kazan                        |                                             |
| 5 novembre 2015 19h00 CET |             | (0 - 0) | 52e Ibe      | Spectateurs : 41 585 Arbitrage : Kevin Blom | Spectateurs : 41 585 Arbitrage : Kevin Blom |
| 5 novembre 2015 19h00 CET | Rapport     |         |              | Spectateurs : 41 585 Arbitrage : Kevin Blom | Spectateurs : 41 585 Arbitrage : Kevin Blom |

| 5 novembre 2015 | FC Sion       | 1 - 1   | Girondins de Bordeaux | Stade de Tourbillon, Sion                          |                                                    |
| 19h00 CET       | Salatić 90+4e | (0 - 0) | 67e Touré             | Spectateurs : 9 000 Arbitrage : Ivan Kružliak (en) | Spectateurs : 9 000 Arbitrage : Ivan Kružliak (en) |
| 19h00 CET       | Rapport       |         |                       | Spectateurs : 9 000 Arbitrage : Ivan Kružliak (en) | Spectateurs : 9 000 Arbitrage : Ivan Kružliak (en) |

| 5e journée                 | Liverpool FC                      | 2 - 1   | Girondins de Bordeaux | Anfield, Liverpool                                  |                                                     |
| 26 novembre 2015 21h05 CET | Milner 38e (pen.) · Benteke 45+1e | (2 - 1) | 33e Saivet            | Spectateurs : 42 525 Arbitrage : Halis Özkahya (en) | Spectateurs : 42 525 Arbitrage : Halis Özkahya (en) |
| 26 novembre 2015 21h05 CET | Rapport                           |         |                       | Spectateurs : 42 525 Arbitrage : Halis Özkahya (en) | Spectateurs : 42 525 Arbitrage : Halis Özkahya (en) |

| 26 novembre 2015 | Rubin Kazan              | 2 - 0   | FC Sion   | Stade central, Kazan                             |                                                  |
| 17h00 CET        | Georgiev 72e · Dević 90e | (0 - 0) |           | Spectateurs : 15 116 Arbitrage : Alon Yefet (en) | Spectateurs : 15 116 Arbitrage : Alon Yefet (en) |
| 17h00 CET        |                          | Rapport | 34e Ndoye | Spectateurs : 15 116 Arbitrage : Alon Yefet (en) | Spectateurs : 15 116 Arbitrage : Alon Yefet (en) |

| 6e journée                 | Girondins de Bordeaux   | 2 - 2   | Rubin Kazan                       | Stade Matmut-Atlantique, Bordeaux                 |                                                   |
| 10 décembre 2015 19h00 CET | Laborde 57e · Rolán 63e | (0 - 1) | 31e Kannunikov · 76e Ustinov (en) | Spectateurs : 13 640 Arbitrage : John Beaton (en) | Spectateurs : 13 640 Arbitrage : John Beaton (en) |
| 10 décembre 2015 19h00 CET | Guilbert 30e, 86e       | Rapport |                                   | Spectateurs : 13 640 Arbitrage : John Beaton (en) | Spectateurs : 13 640 Arbitrage : John Beaton (en) |

| 10 décembre 2015 | FC Sion | 0 - 0   | Liverpool FC | Stade de Tourbillon, Sion                             |                                                       |
| 19h00 CET        |         | (0 - 0) |              | Spectateurs : 10 000 Arbitrage : Michális Koukoulákis | Spectateurs : 10 000 Arbitrage : Michális Koukoulákis |
| 19h00 CET        | Rapport |         |              | Spectateurs : 10 000 Arbitrage : Michális Koukoulákis | Spectateurs : 10 000 Arbitrage : Michális Koukoulákis |

### Groupe C
| Rang | Équipe            | Pts | J | G | N | P | Bp | Bc | Diff |  | Résultats (▼ dom., ► ext.) |     |     |     |     |
| ---- | ----------------- | --- | - | - | - | - | -- | -- | ---- |  | -------------------------- | --- | --- | --- | --- |
| 1    | FK Krasnodar      | 13  | 6 | 4 | 1 | 1 | 9  | 4  | +5   |  | FK Krasnodar               |     | 1-0 | 2-1 | 2-1 |
| 2    | Borussia Dortmund | 10  | 6 | 3 | 1 | 2 | 10 | 5  | +5   |  | Borussia Dortmund          | 2-1 |     | 0-1 | 4-0 |
| 3    | PAOK Salonique    | 7   | 6 | 1 | 4 | 1 | 3  | 3  | 0    |  | PAOK Salonique             | 0-0 | 1-1 |     | 0-0 |
| 4    | Qabala FK         | 2   | 6 | 0 | 2 | 4 | 2  | 12 | -10  |  | Qabala FK                  | 0-3 | 1-3 | 0-0 |     |

Source : UEFA
| 1re journée                  | FK Qabala | 0 - 0   | PAOK Salonique | Bakcell Arena, Bakou                                          |                                                               |
| 17 septembre 2015 19h00 CEST |           | (0 - 0) |                | Spectateurs : 7 500 Arbitrage : Javier Estrada Fernández (en) | Spectateurs : 7 500 Arbitrage : Javier Estrada Fernández (en) |
| 17 septembre 2015 19h00 CEST | Rapport   |         |                | Spectateurs : 7 500 Arbitrage : Javier Estrada Fernández (en) | Spectateurs : 7 500 Arbitrage : Javier Estrada Fernández (en) |

| 17 septembre 2015 | Borussia Dortmund         | 2 - 1   | FK Krasnodar | Signal Iduna Park, Dortmund                  |                                              |
| 19h00 CEST        | Ginter 45+1e · Park 90+3e | (1 - 1) | 12e Mamaev   | Spectateurs : 55 200 Arbitrage : Liran Liany | Spectateurs : 55 200 Arbitrage : Liran Liany |
| 19h00 CEST        | Rapport                   |         |              | Spectateurs : 55 200 Arbitrage : Liran Liany | Spectateurs : 55 200 Arbitrage : Liran Liany |

| 2e journée                  | FK Krasnodar              | 2 - 1   | FK Qabala     | Stade Kouban, Krasnodar                       |                                               |
| 1er octobre 2015 21h05 CEST | Wanderson 8e · Smolov 84e | (1 - 0) | 51e Dodô (en) | Spectateurs : 8 901 Arbitrage : Marcin Borski | Spectateurs : 8 901 Arbitrage : Marcin Borski |
| 1er octobre 2015 21h05 CEST | Rapport                   |         |               | Spectateurs : 8 901 Arbitrage : Marcin Borski | Spectateurs : 8 901 Arbitrage : Marcin Borski |

| 1er octobre 2015 | PAOK Salonique | 1 - 1   | Borussia Dortmund | Stade de Toúmba, Thessaloniki                   |                                                 |
| 21h05 CEST       | Mak 34e        | (1 - 0) | 72e Castro        | Spectateurs : 25 663 Arbitrage : Anthony Taylor | Spectateurs : 25 663 Arbitrage : Anthony Taylor |
| 21h05 CEST       | Rapport        |         |                   | Spectateurs : 25 663 Arbitrage : Anthony Taylor | Spectateurs : 25 663 Arbitrage : Anthony Taylor |

| 3e journée                 | PAOK Salonique         | 0 - 0   | FK Krasnodar         | Stade de Toúmba, Thessaloniki                      |                                                    |
| 22 octobre 2015 21h05 CEST |                        | (0 - 0) |                      | Spectateurs : 9 325 Arbitrage : Stefan Johannesson | Spectateurs : 9 325 Arbitrage : Stefan Johannesson |
| 22 octobre 2015 21h05 CEST | Da Silva (en) 63e, 89e | Rapport | 19e, 88e Jędrzejczyk | Spectateurs : 9 325 Arbitrage : Stefan Johannesson | Spectateurs : 9 325 Arbitrage : Stefan Johannesson |

| 22 octobre 2015 | FK Qabala       | 1 - 3   | Borussia Dortmund      | Bakcell Arena, Bakou                        |                                             |
| 17h00 CEST      | Dodô (en) 90+3e | (0 - 2) | 31e 38e 72e Aubameyang | Spectateurs : 10 500 Arbitrage : Ivan Bebek | Spectateurs : 10 500 Arbitrage : Ivan Bebek |
| 17h00 CEST      | Rapport         |         |                        | Spectateurs : 10 500 Arbitrage : Ivan Bebek | Spectateurs : 10 500 Arbitrage : Ivan Bebek |

| 4e journée                | FK Krasnodar                   | 2 - 1   | PAOK Salonique | Stade Kouban, Krasnodar                             |                                                     |
| 5 novembre 2015 19h00 CET | Ari 33e · Joãozinho 67e (pen.) | (1 - 0) | 90+1e Mak      | Spectateurs : 15 550 Arbitrage : Arnold Hunter (en) | Spectateurs : 15 550 Arbitrage : Arnold Hunter (en) |
| 5 novembre 2015 19h00 CET | Rapport                        |         |                | Spectateurs : 15 550 Arbitrage : Arnold Hunter (en) | Spectateurs : 15 550 Arbitrage : Arnold Hunter (en) |

| 5 novembre 2015 | Borussia Dortmund                                             | 4 - 0   | FK Qabala | Signal Iduna Park, Dortmund                                |                                                            |
| 19h00 CET       | Reus 28e · Aubameyang 45e · Zenjov 67e (csc) · Mkhitaryan 70e | (2 - 0) |           | Spectateurs : 57 000 Arbitrage : Sébastien Delferière (en) | Spectateurs : 57 000 Arbitrage : Sébastien Delferière (en) |
| 19h00 CET       | Rapport                                                       |         |           | Spectateurs : 57 000 Arbitrage : Sébastien Delferière (en) | Spectateurs : 57 000 Arbitrage : Sébastien Delferière (en) |

| 5e journée                 | PAOK Salonique | 0 - 0   | FK Qabala | Stade de Toúmba, Thessaloniki                         |                                                       |
| 26 novembre 2015 21h05 CET |                | (0 - 0) |           | Spectateurs : 6 131 Arbitrage : Serdar Gözübüyük (en) | Spectateurs : 6 131 Arbitrage : Serdar Gözübüyük (en) |
| 26 novembre 2015 21h05 CET | Rapport        |         |           | Spectateurs : 6 131 Arbitrage : Serdar Gözübüyük (en) | Spectateurs : 6 131 Arbitrage : Serdar Gözübüyük (en) |

| 26 novembre 2015 | FK Krasnodar     | 1 - 0   | Borussia Dortmund | Stade Kouban, Krasnodar                            |                                                    |
| 17h00 CET        | Mamaev 2e (pen.) | (1 - 0) |                   | Spectateurs : 30 150 Arbitrage : Jakob Kehlet (da) | Spectateurs : 30 150 Arbitrage : Jakob Kehlet (da) |
| 17h00 CET        | Rapport          |         |                   | Spectateurs : 30 150 Arbitrage : Jakob Kehlet (da) | Spectateurs : 30 150 Arbitrage : Jakob Kehlet (da) |

| 6e journée                 | FK Qabala | 0 - 3   | FK Krasnodar                                 | Bakcell Arena, Bakou                          |                                               |
| 10 décembre 2015 19h00 CET |           | (0 - 2) | 26e Sigurðsson · 41e Pereyra · 75e Wanderson | Spectateurs : 3 000 Arbitrage : István Kovács | Spectateurs : 3 000 Arbitrage : István Kovács |
| 10 décembre 2015 19h00 CET | Rapport   |         |                                              | Spectateurs : 3 000 Arbitrage : István Kovács | Spectateurs : 3 000 Arbitrage : István Kovács |

| 10 décembre 2015 | Borussia Dortmund | 0 - 1   | PAOK Salonique | Signal Iduna Park, Dortmund                              |                                                          |
| 19h00 CET        |                   | (0 - 1) | 33e Mak        | Spectateurs : 55 200 Arbitrage : Mattias Gestranius (en) | Spectateurs : 55 200 Arbitrage : Mattias Gestranius (en) |
| 19h00 CET        | Rapport           |         |                | Spectateurs : 55 200 Arbitrage : Mattias Gestranius (en) | Spectateurs : 55 200 Arbitrage : Mattias Gestranius (en) |

### Groupe D
| Rang | Équipe         | Pts | J | G | N | P | Bp | Bc | Diff |  | Résultats (▼ dom., ► ext.) |     |     |     |     |
| ---- | -------------- | --- | - | - | - | - | -- | -- | ---- |  | -------------------------- | --- | --- | --- | --- |
| 1    | SSC Naples     | 18  | 6 | 6 | 0 | 0 | 22 | 3  | +19  |  | SSC Naples                 |     | 5-0 | 5-0 | 5-2 |
| 2    | FC Midtjylland | 7   | 6 | 2 | 1 | 3 | 6  | 12 | -6   |  | FC Midtjylland             | 1-4 |     | 1-1 | 1-0 |
| 3    | Club Bruges KV | 5   | 6 | 1 | 2 | 3 | 4  | 11 | -7   |  | Club Bruges KV             | 0-1 | 1-3 |     | 1-0 |
| 4    | Legia Varsovie | 4   | 6 | 1 | 1 | 4 | 4  | 10 | -6   |  | Legia Varsovie             | 0-2 | 1-0 | 1-1 |     |

Source : UEFA
| 1re journée                  | FC Midtjylland       | 1 - 0   | Legia Varsovie  | MCH Arena, Herning                                 |                                                    |
| 17 septembre 2015 19h00 CEST | Kucharczyk 60e (csc) | (0 - 0) |                 | Spectateurs : 6 798 Arbitrage : Hüseyin Göçek (en) | Spectateurs : 6 798 Arbitrage : Hüseyin Göçek (en) |
| 17 septembre 2015 19h00 CEST |                      | Rapport | 74e, 88e Furman | Spectateurs : 6 798 Arbitrage : Hüseyin Göçek (en) | Spectateurs : 6 798 Arbitrage : Hüseyin Göçek (en) |

| 17 septembre 2015 | SSC Naples                                     | 5 - 0   | Club Bruges | Stade San Paolo, Naples                     |                                             |
| 19h00 CEST        | Callejón 5e 77e · Mertens 19e 25e · Hamšík 53e | (3 - 0) |             | Spectateurs : 13 043 Arbitrage : István Vad | Spectateurs : 13 043 Arbitrage : István Vad |
| 19h00 CEST        | Rapport                                        |         |             | Spectateurs : 13 043 Arbitrage : István Vad | Spectateurs : 13 043 Arbitrage : István Vad |

| 2e journée                  | Club Bruges | 1 - 3   | FC Midtjylland                      | Stade Jan-Breydel, Bruges                           |                                                     |
| 1er octobre 2015 21h05 CEST | Meunier 79e | (0 - 0) | 51e Sisto · 67e Onuachu · 74e Novák | Spectateurs : 14 126 Arbitrage : Steven McLean (en) | Spectateurs : 14 126 Arbitrage : Steven McLean (en) |
| 1er octobre 2015 21h05 CEST | Rapport     |         |                                     | Spectateurs : 14 126 Arbitrage : Steven McLean (en) | Spectateurs : 14 126 Arbitrage : Steven McLean (en) |

| 1er octobre 2015 | Legia Varsovie | 0 - 2   | SSC Naples                | Stade du maréchal Józef Piłsudski, Varsovie          |                                                      |
| 21h05 CEST       |                | (0 - 0) | 53e Mertens · 84e Higuaín | Spectateurs : 26 357 Arbitrage : Michael Koukoulakis | Spectateurs : 26 357 Arbitrage : Michael Koukoulakis |
| 21h05 CEST       | Rapport        |         |                           | Spectateurs : 26 357 Arbitrage : Michael Koukoulakis | Spectateurs : 26 357 Arbitrage : Michael Koukoulakis |

| 3e journée                 | Legia Varsovie | 1 - 1   | Club Bruges | Stade du maréchal Józef Piłsudski, Varsovie          |                                                      |
| 22 octobre 2015 21h05 CEST | Kucharczyk 51e | (0 - 1) | 39e De Fauw | Spectateurs : 16 320 Arbitrage : Harald Lechner (en) | Spectateurs : 16 320 Arbitrage : Harald Lechner (en) |
| 22 octobre 2015 21h05 CEST | Rapport        |         |             | Spectateurs : 16 320 Arbitrage : Harald Lechner (en) | Spectateurs : 16 320 Arbitrage : Harald Lechner (en) |

| 22 octobre 2015 | FC Midtjylland | 1 - 4   | SSC Naples                                        | MCH Arena, Herning                                    |                                                       |
| 21h05 CEST      | Pušić (en) 43e | (1 - 3) | 19e Callejón · 31e 40e Gabbiadini · 90+4e Higuaín | Spectateurs : 9 210 Arbitrage : Serdar Gözübüyük (en) | Spectateurs : 9 210 Arbitrage : Serdar Gözübüyük (en) |
| 21h05 CEST      | Rapport        |         |                                                   | Spectateurs : 9 210 Arbitrage : Serdar Gözübüyük (en) | Spectateurs : 9 210 Arbitrage : Serdar Gözübüyük (en) |

| 4e journée                | Club Bruges | 1 - 0   | Legia Varsovie | Stade Jan-Breydel, Bruges                              |                                                        |
| 5 novembre 2015 19h00 CET | Meunier 38e | (1 - 0) |                | Spectateurs : 16 349 Arbitrage : Marijo Strahonja (en) | Spectateurs : 16 349 Arbitrage : Marijo Strahonja (en) |
| 5 novembre 2015 19h00 CET | Rapport     |         |                | Spectateurs : 16 349 Arbitrage : Marijo Strahonja (en) | Spectateurs : 16 349 Arbitrage : Marijo Strahonja (en) |

| 5 novembre 2015 | SSC Naples                                                       | 5 - 0   | FC Midtjylland | Stade San Paolo, Naples                         |                                                 |
| 19h00 CET       | El Kaddouri 13e · Gabbiadini 23e 38e · Maggio 54e · Callejón 77e | (3 - 0) |                | Spectateurs : 18 475 Arbitrage : Benoît Bastien | Spectateurs : 18 475 Arbitrage : Benoît Bastien |
| 19h00 CET       | Rapport                                                          |         |                | Spectateurs : 18 475 Arbitrage : Benoît Bastien | Spectateurs : 18 475 Arbitrage : Benoît Bastien |

| 5e journée                 | Legia Varsovie | 1 - 0   | FC Midtjylland | Stade du maréchal Józef Piłsudski, Varsovie         |                                                     |
| 26 novembre 2015 21h05 CET | Prijović 35e   | (1 - 0) |                | Spectateurs : 9 468 Arbitrage : Andre Marriner (en) | Spectateurs : 9 468 Arbitrage : Andre Marriner (en) |
| 26 novembre 2015 21h05 CET | Rapport        |         |                | Spectateurs : 9 468 Arbitrage : Andre Marriner (en) | Spectateurs : 9 468 Arbitrage : Andre Marriner (en) |

| 26 novembre 2015 | Club Bruges | 0 - 1   | SSC Naples    | Stade Jan-Breydel, Bruges                        |                                                  |
| 21h05 CET        |             | (0 - 1) | 41e Chiricheș | Spectateurs : 180, Arbitrage : Marius Avram (en) | Spectateurs : 180, Arbitrage : Marius Avram (en) |
| 21h05 CET        | Rapport     |         |               | Spectateurs : 180, Arbitrage : Marius Avram (en) | Spectateurs : 180, Arbitrage : Marius Avram (en) |

| 6e journée                 | FC Midtjylland | 1 - 1   | Club Bruges | MCH Arena, Herning                                            |                                                               |
| 10 décembre 2015 19h00 CET | Sisto 27e      | (1 - 0) | 68e Vossen  | Spectateurs : 8 624 Arbitrage : Javier Estrada Fernández (en) | Spectateurs : 8 624 Arbitrage : Javier Estrada Fernández (en) |
| 10 décembre 2015 19h00 CET | Rapport        |         |             | Spectateurs : 8 624 Arbitrage : Javier Estrada Fernández (en) | Spectateurs : 8 624 Arbitrage : Javier Estrada Fernández (en) |

| 10 décembre 2015 | SSC Naples                                                    | 5 - 2   | Legia Varsovie               | Stade San Paolo, Naples                            |                                                    |
| 19h00 CET        | Chalobah 32e · Insigne 39e · Callejón 57e · Mertens 65e 90+1e | (2 - 0) | 62e Vranješ · 90+2e Prijović | Spectateurs : 7 922 Arbitrage : Aleksandar Stavrev | Spectateurs : 7 922 Arbitrage : Aleksandar Stavrev |
| 19h00 CET        | Rapport                                                       |         |                              | Spectateurs : 7 922 Arbitrage : Aleksandar Stavrev | Spectateurs : 7 922 Arbitrage : Aleksandar Stavrev |

### Groupe E
| Rang | Équipe            | Pts | J | G | N | P | Bp | Bc | Diff |  | Résultats (▼ dom., ► ext.) |     |     |     |     |
| ---- | ----------------- | --- | - | - | - | - | -- | -- | ---- |  | -------------------------- | --- | --- | --- | --- |
| 1    | Rapid Vienne      | 15  | 6 | 5 | 0 | 1 | 10 | 6  | +4   |  | Rapid Vienne               |     | 2-1 | 3-2 | 2-1 |
| 2    | Villarreal CF     | 13  | 6 | 4 | 1 | 1 | 12 | 6  | +6   |  | Villarreal CF              | 1-0 |     | 1-0 | 4-0 |
| 3    | FC Viktoria Plzeň | 4   | 6 | 1 | 1 | 4 | 8  | 10 | -2   |  | FC Viktoria Plzeň          | 1-2 | 3-3 |     | 2-0 |
| 4    | Dinamo Minsk      | 3   | 6 | 1 | 0 | 5 | 3  | 11 | -8   |  | Dinamo Minsk               | 0-1 | 1-2 | 1-0 |     |

Source : UEFA
| 1re journée                  | Rapid Vienne                    | 2 - 1   | Villarreal CF | Stade Ernst-Happel, Vienne                          |                                                     |
| 17 septembre 2015 19h00 CEST | Schwab 50e · Hofmann 53e (pen.) | (0 - 1) | 45e Baptistão | Spectateurs : 36 200 Arbitrage : Stefan Johannesson | Spectateurs : 36 200 Arbitrage : Stefan Johannesson |
| 17 septembre 2015 19h00 CEST | Rapport                         |         |               | Spectateurs : 36 200 Arbitrage : Stefan Johannesson | Spectateurs : 36 200 Arbitrage : Stefan Johannesson |

| 17 septembre 2015 | Viktoria Plzeň            | 2 - 0   | Dynamo Minsk | Doosan Arena, Plzeň                                |                                                    |
| 19h00 CEST        | Hořava 36e · Petržela 75e | (1 - 0) |              | Spectateurs : 10 784 Arbitrage : Marius Avram (en) | Spectateurs : 10 784 Arbitrage : Marius Avram (en) |
| 19h00 CEST        | Rapport                   |         |              | Spectateurs : 10 784 Arbitrage : Marius Avram (en) | Spectateurs : 10 784 Arbitrage : Marius Avram (en) |

| 2e journée                  | Dynamo Minsk | 0 - 1   | Rapid Vienne | Borisov Arena, Baryssaw                           |                                                   |
| 1er octobre 2015 21h05 CEST |              | (0 - 0) | 54e Hofmann  | Spectateurs : 4 553 Arbitrage : Jakob Kehlet (da) | Spectateurs : 4 553 Arbitrage : Jakob Kehlet (da) |
| 1er octobre 2015 21h05 CEST | Rapport      |         |              | Spectateurs : 4 553 Arbitrage : Jakob Kehlet (da) | Spectateurs : 4 553 Arbitrage : Jakob Kehlet (da) |

| 1er octobre 2015 | Villarreal CF | 1 - 0   | Viktoria Plzeň     | El Madrigal, Vila-real                                 |                                                        |
| 21h05 CEST       | Baptistão 54e | (0 - 0) |                    | Spectateurs : 17 481 Arbitrage : Serdar Gözübüyük (en) | Spectateurs : 17 481 Arbitrage : Serdar Gözübüyük (en) |
| 21h05 CEST       |               | Rapport | 74e, 80e Procházka | Spectateurs : 17 481 Arbitrage : Serdar Gözübüyük (en) | Spectateurs : 17 481 Arbitrage : Serdar Gözübüyük (en) |

| 3e journée                 | Villarreal CF                              | 4 - 0   | Dynamo Minsk | El Madrigal, Vila-real                             |                                                    |
| 22 octobre 2015 21h05 CEST | Bakambu 17e 32e · Soldado 61e · Bailly 71e | (2 - 0) |              | Spectateurs : 14 025 Arbitrage : Serhiy Boyko (en) | Spectateurs : 14 025 Arbitrage : Serhiy Boyko (en) |
| 22 octobre 2015 21h05 CEST | Rapport                                    |         |              | Spectateurs : 14 025 Arbitrage : Serhiy Boyko (en) | Spectateurs : 14 025 Arbitrage : Serhiy Boyko (en) |

| 22 octobre 2015 | Rapid Vienne                          | 3 - 2   | Viktoria Plzeň            | Stade Ernst-Happel, Vienne                    |                                               |
| 21h05 CEST      | Hofmann 34e · Schaub 52e · Petsos 68e | (1 - 1) | 12e Ďuriš · 76e Hrošovský | Spectateurs : 39 400 Arbitrage : Craig Pawson | Spectateurs : 39 400 Arbitrage : Craig Pawson |
| 21h05 CEST      | Rapport                               |         |                           | Spectateurs : 39 400 Arbitrage : Craig Pawson | Spectateurs : 39 400 Arbitrage : Craig Pawson |

| 4e journée                | Dynamo Minsk | 1 - 2   | Villarreal CF                              | Borisov Arena, Baryssaw                          |                                                  |
| 5 novembre 2015 19h00 CET | Vitus 69e    | (0 - 0) | 72e (pen.) Soldado · 86e (csc) Palitsevich | Spectateurs : 4 959 Arbitrage : John Beaton (en) | Spectateurs : 4 959 Arbitrage : John Beaton (en) |
| 5 novembre 2015 19h00 CET | Rapport      |         |                                            | Spectateurs : 4 959 Arbitrage : John Beaton (en) | Spectateurs : 4 959 Arbitrage : John Beaton (en) |

| 5 novembre 2015 | Viktoria Plzeň | 1 - 2   | Rapid Vienne          | Doosan Arena, Plzeň                         |                                             |
| 19h00 CET       | Holenda 71e    | (0 - 1) | 13e 77e Schobesberger | Spectateurs : 11 691 Arbitrage : Luca Banti | Spectateurs : 11 691 Arbitrage : Luca Banti |
| 19h00 CET       | Rapport        |         |                       | Spectateurs : 11 691 Arbitrage : Luca Banti | Spectateurs : 11 691 Arbitrage : Luca Banti |

| 5e journée                 | Villarreal CF | 1 - 0   | Rapid Vienne | El Madrigal, Vila-real                              |                                                     |
| 26 novembre 2015 21h05 CET | Soriano 78e   | (0 - 0) |              | Spectateurs : 14 760 Arbitrage : Ognjen Valjić (en) | Spectateurs : 14 760 Arbitrage : Ognjen Valjić (en) |
| 26 novembre 2015 21h05 CET | Rapport       |         |              | Spectateurs : 14 760 Arbitrage : Ognjen Valjić (en) | Spectateurs : 14 760 Arbitrage : Ognjen Valjić (en) |

| 26 novembre 2015 | Dynamo Minsk        | 1 - 0   | Viktoria Plzeň | Borisov Arena, Baryssaw                               |                                                       |
| 17h00 CET        | Adamović (en) 90+3e | (0 - 0) |                | Spectateurs : 4 250 Arbitrage : Paweł Raczkowski (pl) | Spectateurs : 4 250 Arbitrage : Paweł Raczkowski (pl) |
| 17h00 CET        | Veretilo 81e, 90e   | Rapport |                | Spectateurs : 4 250 Arbitrage : Paweł Raczkowski (pl) | Spectateurs : 4 250 Arbitrage : Paweł Raczkowski (pl) |

| 6e journée                 | Rapid Vienne                      | 2 - 1   | Dynamo Minsk | Stade Ernst-Happel, Vienne                          |                                                     |
| 10 décembre 2015 19h00 CET | Hofmann (en) 29e · Jelić (en) 59e | (1 - 0) | 65e El Monir | Spectateurs : 34 800 Arbitrage : Aliyar Ağayev (nl) | Spectateurs : 34 800 Arbitrage : Aliyar Ağayev (nl) |
| 10 décembre 2015 19h00 CET | Rapport                           |         |              | Spectateurs : 34 800 Arbitrage : Aliyar Ağayev (nl) | Spectateurs : 34 800 Arbitrage : Aliyar Ağayev (nl) |

| 10 décembre 2015 | Viktoria Plzeň                                  | 3 - 3   | Villarreal CF                              | Doosan Arena, Plzeň                           |                                               |
| 19h00 CET        | Kolář 8e (pen.) · Kovařík (en) 65e · Hořava 90e | (1 - 1) | 40e Bakambu · 62e Jonathan · 90+4e Soriano | Spectateurs : 10 071 Arbitrage : Tony Chapron | Spectateurs : 10 071 Arbitrage : Tony Chapron |
| 19h00 CET        | Rapport                                         |         |                                            | Spectateurs : 10 071 Arbitrage : Tony Chapron | Spectateurs : 10 071 Arbitrage : Tony Chapron |

### Groupe F
| Rang | Équipe                 | Pts | J | G | N | P | Bp | Bc | Diff |  | Résultats (▼ dom., ► ext.) |     |     |     |     |
| ---- | ---------------------- | --- | - | - | - | - | -- | -- | ---- |  | -------------------------- | --- | --- | --- | --- |
| 1    | Sporting Braga         | 13  | 6 | 4 | 1 | 1 | 7  | 4  | +3   |  | Sporting Braga             |     | 3-2 | 2-1 | 1-0 |
| 2    | Olympique de Marseille | 12  | 6 | 4 | 0 | 2 | 12 | 7  | +5   |  | Olympique de Marseille     | 1-0 |     | 0-1 | 2-1 |
| 3    | Slovan Liberec         | 7   | 6 | 2 | 1 | 3 | 6  | 8  | -2   |  | Slovan Liberec             | 0-1 | 2-4 |     | 1-1 |
| 4    | FC Groningue           | 2   | 6 | 0 | 2 | 4 | 2  | 8  | -6   |  | FC Groningue               | 0-0 | 0-3 | 0-1 |     |

Source : UEFA
| 1re journée                  | Slovan Liberec | 0 - 1   | Sporting Braga | Stadion u Nisy, Liberec                      |                                              |
| 17 septembre 2015 19h00 CEST |                | (0 - 0) | 60e Rafa       | Spectateurs : 8 132 Arbitrage : Craig Pawson | Spectateurs : 8 132 Arbitrage : Craig Pawson |
| 17 septembre 2015 19h00 CEST | Rapport        |         |                | Spectateurs : 8 132 Arbitrage : Craig Pawson | Spectateurs : 8 132 Arbitrage : Craig Pawson |

| 17 septembre 2015 | FC Groningue | 0 - 3   | Olympique de Marseille                        | Euroborg, Groningue                                    |                                                        |
| 19h00 CEST        |              | (0 - 2) | 25e N'Koudou · 40e Ocampos · 60e Alessandrini | Spectateurs : 21 520 Arbitrage : Yevhen Aranovsky (en) | Spectateurs : 21 520 Arbitrage : Yevhen Aranovsky (en) |
| 19h00 CEST        | Rapport      |         |                                               | Spectateurs : 21 520 Arbitrage : Yevhen Aranovsky (en) | Spectateurs : 21 520 Arbitrage : Yevhen Aranovsky (en) |

| 2e journée                  | Olympique de Marseille | 0 - 1   | Slovan Liberec | Stade Vélodrome, Marseille                          |                                                     |
| 1er octobre 2015 21h05 CEST |                        | (0 - 0) | 84e Coufal     | Spectateurs : 10 040 Arbitrage : Aleksei Eskov (en) | Spectateurs : 10 040 Arbitrage : Aleksei Eskov (en) |
| 1er octobre 2015 21h05 CEST | Rapport                |         |                | Spectateurs : 10 040 Arbitrage : Aleksei Eskov (en) | Spectateurs : 10 040 Arbitrage : Aleksei Eskov (en) |

| 1er octobre 2015 | Sporting Braga | 1 - 0   | FC Groningue | Stade municipal, Braga                            |                                                   |
| 21h05 CEST       | Hassan 5e      | (1 - 0) |              | Spectateurs : 9 150 Arbitrage : Bobby Madden (en) | Spectateurs : 9 150 Arbitrage : Bobby Madden (en) |
| 21h05 CEST       | Rapport        |         |              | Spectateurs : 9 150 Arbitrage : Bobby Madden (en) | Spectateurs : 9 150 Arbitrage : Bobby Madden (en) |

| 3e journée                 | Sporting Braga                      | 3 - 2   | Olympique de Marseille           | Stade municipal, Braga                           |                                                  |
| 22 octobre 2015 21h05 CEST | Hassan 61e · Eduardo 77e · Alan 88e | (0 - 0) | 84e Alessandrini · 87e Batshuayi | Spectateurs : 10 495 Arbitrage : Alexandru Tudor | Spectateurs : 10 495 Arbitrage : Alexandru Tudor |
| 22 octobre 2015 21h05 CEST | Rapport                             |         |                                  | Spectateurs : 10 495 Arbitrage : Alexandru Tudor | Spectateurs : 10 495 Arbitrage : Alexandru Tudor |

| 22 octobre 2015 | Slovan Liberec     | 1 - 1   | FC Groningue | Stadion u Nisy, Liberec                                |                                                        |
| 21h05 CEST      | Luckassen (en) 87e | (0 - 0) | 90+6e Hoesen | Spectateurs : 8 793 Arbitrage : Christian Dingert (en) | Spectateurs : 8 793 Arbitrage : Christian Dingert (en) |
| 21h05 CEST      |                    | Rapport | 83e De Leeuw | Spectateurs : 8 793 Arbitrage : Christian Dingert (en) | Spectateurs : 8 793 Arbitrage : Christian Dingert (en) |

| 4e journée                | Olympique de Marseille | 1 - 0   | Sporting Braga | Stade Vélodrome, Marseille                          |                                                     |
| 5 novembre 2015 19h00 CET | N'Koudou 39e           | (1 - 0) |                | Spectateurs : 12 973 Arbitrage : Hüseyin Göçek (en) | Spectateurs : 12 973 Arbitrage : Hüseyin Göçek (en) |
| 5 novembre 2015 19h00 CET | Rapport                |         |                | Spectateurs : 12 973 Arbitrage : Hüseyin Göçek (en) | Spectateurs : 12 973 Arbitrage : Hüseyin Göçek (en) |

| 5 novembre 2015 | FC Groningue | 0 - 1 | Slovan Liberec | Euroborg, Groningue                            |                                                |
| 19h00 CET       |              | (-)   | 81e (csc) Padt | Spectateurs : 18 693 Arbitrage : Marcin Borski | Spectateurs : 18 693 Arbitrage : Marcin Borski |
| 19h00 CET       | Rapport      |       |                | Spectateurs : 18 693 Arbitrage : Marcin Borski | Spectateurs : 18 693 Arbitrage : Marcin Borski |

| 5e journée                 | Sporting Braga               | 2 - 1   | Slovan Liberec   | Stade municipal, Braga                                |                                                       |
| 26 novembre 2015 21h05 CET | Ferreira 42e · Crislan 90+2e | (1 - 1) | 35e Efremov (en) | Spectateurs : 8 144 Arbitrage : Aleksei Kulbakov (en) | Spectateurs : 8 144 Arbitrage : Aleksei Kulbakov (en) |
| 26 novembre 2015 21h05 CET | Rapport                      |         |                  | Spectateurs : 8 144 Arbitrage : Aleksei Kulbakov (en) | Spectateurs : 8 144 Arbitrage : Aleksei Kulbakov (en) |

| 26 novembre 2015 | Olympique de Marseille       | 2 - 1   | FC Groningue | Stade Vélodrome, Marseille                            |                                                       |
| 21h05 CET        | N'Koudou 28e · Batshuayi 88e | (1 - 0) | 50e Maduro   | Spectateurs : 9 107 Arbitrage : Andris Treimanis (nl) | Spectateurs : 9 107 Arbitrage : Andris Treimanis (nl) |
| 21h05 CET        | Rapport                      |         |              | Spectateurs : 9 107 Arbitrage : Andris Treimanis (nl) | Spectateurs : 9 107 Arbitrage : Andris Treimanis (nl) |

| 6e journée                 | Slovan Liberec               | 2 - 4   | Olympique de Marseille                                     | Stadion u Nisy, Liberec                                   |                                                           |
| 10 décembre 2015 19h00 CET | Bakoš 75e (pen.) · Šural 76e | (0 - 2) | 14e Batshuayi · 43e N'Koudou · 48e Barrada · 90+4e Ocampos | Spectateurs : 9 600 Arbitrage : Robert Schörgenhofer (en) | Spectateurs : 9 600 Arbitrage : Robert Schörgenhofer (en) |
| 10 décembre 2015 19h00 CET | Rapport                      |         |                                                            | Spectateurs : 9 600 Arbitrage : Robert Schörgenhofer (en) | Spectateurs : 9 600 Arbitrage : Robert Schörgenhofer (en) |

| 10 décembre 2015 | FC Groningue | 0 - 0   | Sporting Braga | Euroborg, Groningue                                   |                                                       |
| 19h00 CET        |              | (0 - 0) |                | Spectateurs : 15 715 Arbitrage : Simon Lee Evans (it) | Spectateurs : 15 715 Arbitrage : Simon Lee Evans (it) |
| 19h00 CET        | Rapport      |         |                | Spectateurs : 15 715 Arbitrage : Simon Lee Evans (it) | Spectateurs : 15 715 Arbitrage : Simon Lee Evans (it) |

### Groupe G
| Rang | Équipe           | Pts | J | G | N | P | Bp | Bc | Diff |  | Résultats (▼ dom., ► ext.) |     |     |     |     |
| ---- | ---------------- | --- | - | - | - | - | -- | -- | ---- |  | -------------------------- | --- | --- | --- | --- |
| 1    | Lazio Rome       | 14  | 6 | 4 | 2 | 0 | 13 | 6  | +7   |  | Lazio Rome                 |     | 3-2 | 3-1 | 2-1 |
| 2    | AS Saint-Étienne | 9   | 6 | 2 | 3 | 1 | 10 | 7  | +3   |  | AS Saint-Étienne           | 1-1 |     | 3-0 | 2-2 |
| 3    | FK Dnipro        | 7   | 6 | 2 | 1 | 3 | 6  | 8  | -2   |  | FK Dnipro                  | 1-1 | 0-1 |     | 3-0 |
| 4    | Rosenborg BK     | 2   | 6 | 0 | 2 | 4 | 4  | 12 | -8   |  | Rosenborg BK               | 0-2 | 1-1 | 0-1 |     |

Source : UEFA
| 1re journée                  | FK Dnipro       | 1 - 1   | Lazio Rome           | Dnipro Arena, Dnipropetrovsk                      |                                                   |
| 17 septembre 2015 21h05 CEST | Seleznyov 90+4e | (0 - 1) | 34e Milinković-Savić | Spectateurs : 150, Arbitrage : Arnold Hunter (en) | Spectateurs : 150, Arbitrage : Arnold Hunter (en) |
| 17 septembre 2015 21h05 CEST | Rapport         |         |                      | Spectateurs : 150, Arbitrage : Arnold Hunter (en) | Spectateurs : 150, Arbitrage : Arnold Hunter (en) |

| 17 septembre 2015 | AS Saint-Étienne           | 2 - 2   | Rosenborg BK                 | Stade Geoffroy-Guichard, Saint-Étienne                  |                                                         |
| 21h05 CEST        | Berić 4e · Roux 87e (pen.) | (1 - 1) | 16e Mikkelsen · 79e Svensson | Spectateurs : 22 826 Arbitrage : Christian Dingert (en) | Spectateurs : 22 826 Arbitrage : Christian Dingert (en) |
| 21h05 CEST        | Rapport                    |         |                              | Spectateurs : 22 826 Arbitrage : Christian Dingert (en) | Spectateurs : 22 826 Arbitrage : Christian Dingert (en) |

| 2e journée                  | Rosenborg BK | 0 - 1   | FK Dnipro     | Lerkendal Stadion, Trondheim                               |                                                            |
| 1er octobre 2015 19h00 CEST |              | (0 - 0) | 80e Seleznyov | Spectateurs : 13 939 Arbitrage : Sébastien Delferière (en) | Spectateurs : 13 939 Arbitrage : Sébastien Delferière (en) |
| 1er octobre 2015 19h00 CEST | Rapport      |         |               | Spectateurs : 13 939 Arbitrage : Sébastien Delferière (en) | Spectateurs : 13 939 Arbitrage : Sébastien Delferière (en) |

| 1er octobre 2015 | Lazio Rome                         | 3 - 2   | AS Saint-Étienne            | Stade olympique, Rome                               |                                                     |
| 19h00 CEST       | Onazi 22e · Hoedt 48e · Biglia 80e | (1 - 1) | 6e Sall · 84e Monnet-Paquet | Spectateurs : 11 039 Arbitrage : Halis Özkahya (en) | Spectateurs : 11 039 Arbitrage : Halis Özkahya (en) |
| 19h00 CEST       |                                    | Rapport | 33e Berić · 48e, 77e Sall   | Spectateurs : 11 039 Arbitrage : Halis Özkahya (en) | Spectateurs : 11 039 Arbitrage : Halis Özkahya (en) |

| 3e journée                 | Lazio Rome                              | 3 - 1   | Rosenborg BK  | Stade olympique, Rome                     |                                           |
| 22 octobre 2015 19h00 CEST | Matri 22e · Anderson 54e · Candreva 79e | (1 - 0) | 69e Søderlund | Spectateurs : 8 630 Arbitrage : Paweł Gil | Spectateurs : 8 630 Arbitrage : Paweł Gil |
| 22 octobre 2015 19h00 CEST | Maurício 6e                             | Rapport |               | Spectateurs : 8 630 Arbitrage : Paweł Gil | Spectateurs : 8 630 Arbitrage : Paweł Gil |

| 22 octobre 2015 | FK Dnipro | 0 - 1   | AS Saint-Étienne | Dnipro Arena, Dnipropetrovsk                   |                                                |
| 19h00 CEST      |           | (0 - 1) | 44e Hamouma      | Spectateurs : 225, Arbitrage : Alon Yefet (en) | Spectateurs : 225, Arbitrage : Alon Yefet (en) |
| 19h00 CEST      | Rapport   |         |                  | Spectateurs : 225, Arbitrage : Alon Yefet (en) | Spectateurs : 225, Arbitrage : Alon Yefet (en) |

| 4e journée                | Rosenborg BK | 0 - 2   | Lazio Rome        | Lerkendal Stadion, Trondheim                         |                                                      |
| 5 novembre 2015 21h05 CET |              | (0 - 2) | 9e 29e Djordjevic | Spectateurs : 16 038 Arbitrage : Andre Marriner (en) | Spectateurs : 16 038 Arbitrage : Andre Marriner (en) |
| 5 novembre 2015 21h05 CET |              | Rapport | 83e Keita         | Spectateurs : 16 038 Arbitrage : Andre Marriner (en) | Spectateurs : 16 038 Arbitrage : Andre Marriner (en) |

| 5 novembre 2015 | AS Saint-Étienne                            | 3 - 0   | FK Dnipro | Stade Geoffroy-Guichard, Saint-Étienne                   |                                                          |
| 21h05 CET       | Monnet-Paquet 39e · Berić 52e · Hamouma 65e | (1 - 0) |           | Spectateurs : 24 582 Arbitrage : Mattias Gestranius (en) | Spectateurs : 24 582 Arbitrage : Mattias Gestranius (en) |
| 21h05 CET       | Rapport                                     |         |           | Spectateurs : 24 582 Arbitrage : Mattias Gestranius (en) | Spectateurs : 24 582 Arbitrage : Mattias Gestranius (en) |

| 5e journée                 | Lazio Rome                                  | 3 - 1   | FK Dnipro | Stade olympique, Rome                             |                                                   |
| 26 novembre 2015 19h00 CET | Candreva 4e · Parolo 68e · Djordjevic 90+3e | (1 - 0) | 65e Gama  | Spectateurs : 3 058 Arbitrage : Gediminas Mažeika | Spectateurs : 3 058 Arbitrage : Gediminas Mažeika |
| 26 novembre 2015 19h00 CET | Rapport                                     |         |           | Spectateurs : 3 058 Arbitrage : Gediminas Mažeika | Spectateurs : 3 058 Arbitrage : Gediminas Mažeika |

| 26 novembre 2015 | Rosenborg BK  | 1 - 1   | AS Saint-Étienne | Lerkendal Stadion, Trondheim                         |                                                      |
| 19h00 CET        | Søderlund 40e | (1 - 0) | 80e (pen.) Roux  | Spectateurs : 15 038 Arbitrage : Vitali Meshkov (en) | Spectateurs : 15 038 Arbitrage : Vitali Meshkov (en) |
| 19h00 CET        | Rapport       |         |                  | Spectateurs : 15 038 Arbitrage : Vitali Meshkov (en) | Spectateurs : 15 038 Arbitrage : Vitali Meshkov (en) |

| 6e journée                 | FK Dnipro                     | 3 - 0   | Rosenborg BK | Dnipro Arena, Dnipropetrovsk                          |                                                       |
| 10 décembre 2015 21h05 CET | Matheus 35e 60e · Shakhov 79e | (1 - 0) |              | Spectateurs : 4 541 Arbitrage : Stephan Klossner (en) | Spectateurs : 4 541 Arbitrage : Stephan Klossner (en) |
| 10 décembre 2015 21h05 CET | Rapport                       |         |              | Spectateurs : 4 541 Arbitrage : Stephan Klossner (en) | Spectateurs : 4 541 Arbitrage : Stephan Klossner (en) |

| 10 décembre 2015 | AS Saint-Étienne | 1 - 1   | Lazio Rome | Stade Geoffroy-Guichard, Saint-Étienne      |                                             |
| 21h05 CET        | Eysseric 76e     | (0 - 0) | 52e Matri  | Spectateurs : 28 954 Arbitrage : Kevin Blom | Spectateurs : 28 954 Arbitrage : Kevin Blom |
| 21h05 CET        | Rapport          |         |            | Spectateurs : 28 954 Arbitrage : Kevin Blom | Spectateurs : 28 954 Arbitrage : Kevin Blom |

### Groupe H
| Rang | Équipe           | Pts | J | G | N | P | Bp | Bc | Diff |  | Résultats (▼ dom., ► ext.) |     |     |     |     |
| ---- | ---------------- | --- | - | - | - | - | -- | -- | ---- |  | -------------------------- | --- | --- | --- | --- |
| 1    | Lokomotiv Moscou | 11  | 6 | 3 | 2 | 1 | 12 | 7  | +5   |  | Lokomotiv Moscou           |     | 2-4 | 1-1 | 2-0 |
| 2    | Sporting CP      | 10  | 6 | 3 | 1 | 2 | 14 | 11 | +3   |  | Sporting CP                | 1-3 |     | 3-1 | 5-1 |
| 3    | Beşiktaş         | 9   | 6 | 2 | 3 | 1 | 7  | 6  | +1   |  | Beşiktaş                   | 1-1 | 1-1 |     | 2-0 |
| 4    | Skënderbeu Korçë | 3   | 6 | 1 | 0 | 5 | 4  | 13 | -9   |  | Skënderbeu Korçë           | 0-2 | 3-0 | 0-1 |     |

Source : UEFA
| 1re journée                  | Sporting CP | 1 - 3   | Lokomotiv Moscou             | Stade José Alvalade XXI, Lisbonne                          |                                                            |
| 17 septembre 2015 21h05 CEST | Montero 50e | (0 - 1) | 12e 56e Samedov · 65e Niasse | Spectateurs : 25 400 Arbitrage : Robert Schörgenhofer (en) | Spectateurs : 25 400 Arbitrage : Robert Schörgenhofer (en) |
| 17 septembre 2015 21h05 CEST | Rapport     |         |                              | Spectateurs : 25 400 Arbitrage : Robert Schörgenhofer (en) | Spectateurs : 25 400 Arbitrage : Robert Schörgenhofer (en) |

| 17 septembre 2015 | Skënderbeu Korçë | 0 - 1   | Beşiktaş | Elbasan Arena, Elbasan                       |                                              |
| 21h05 CEST        |                  | (0 - 1) | 28e Sosa | Spectateurs : 5 482 Arbitrage : Tamás Bognár | Spectateurs : 5 482 Arbitrage : Tamás Bognár |
| 21h05 CEST        | Rapport          |         |          | Spectateurs : 5 482 Arbitrage : Tamás Bognár | Spectateurs : 5 482 Arbitrage : Tamás Bognár |

| 2e journée                  | Beşiktaş | 1 - 1   | Sporting CP | Stade olympique Atatürk, Istanbul                  |                                                    |
| 1er octobre 2015 19h00 CEST | Töre 61e | (0 - 1) | 16e Ruiz    | Spectateurs : 25 827 Arbitrage : Paolo Tagliavento | Spectateurs : 25 827 Arbitrage : Paolo Tagliavento |
| 1er octobre 2015 19h00 CEST | Rapport  |         |             | Spectateurs : 25 827 Arbitrage : Paolo Tagliavento | Spectateurs : 25 827 Arbitrage : Paolo Tagliavento |

| 1er octobre 2015 | Lokomotiv Moscou         | 2 - 0   | Skënderbeu Korçë | Stade Lokomotiv, Moscou                        |                                                |
| 19h00 CEST       | Niasse 35e · Samedov 73e | (1 - 0) |                  | Spectateurs : 10 340 Arbitrage : Orel Grinfeld | Spectateurs : 10 340 Arbitrage : Orel Grinfeld |
| 19h00 CEST       | Rapport                  |         |                  | Spectateurs : 10 340 Arbitrage : Orel Grinfeld | Spectateurs : 10 340 Arbitrage : Orel Grinfeld |

| 3e journée                 | Lokomotiv Moscou | 1 - 1   | Beşiktaş  | Stade Lokomotiv, Moscou                              |                                                      |
| 22 octobre 2015 19h00 CEST | Maicon 54e       | (0 - 0) | 64e Gómez | Spectateurs : 19 124 Arbitrage : Serge Gumienny (en) | Spectateurs : 19 124 Arbitrage : Serge Gumienny (en) |
| 22 octobre 2015 19h00 CEST | Ćorluka 69e      | Rapport |           | Spectateurs : 19 124 Arbitrage : Serge Gumienny (en) | Spectateurs : 19 124 Arbitrage : Serge Gumienny (en) |

| 22 octobre 2015 | Sporting CP                                                                 | 5 - 1   | Skënderbeu Korçë   | Stade José Alvalade XXI, Lisbonne                    |                                                      |
| 19h00 CEST      | Aquilani 38e (pen.) · Montero 41e (pen.) · Pereira 64e 77e · Figueiredo 69e | (2 - 0) | 89e Jashanica (en) | Spectateurs : 20 567 Arbitrage : Clayton Pisani (it) | Spectateurs : 20 567 Arbitrage : Clayton Pisani (it) |
| 19h00 CEST      |                                                                             | Rapport | 13e, 24e Salihi    | Spectateurs : 20 567 Arbitrage : Clayton Pisani (it) | Spectateurs : 20 567 Arbitrage : Clayton Pisani (it) |

| 4e journée                | Beşiktaş     | 1 - 1   | Lokomotiv Moscou | Stade olympique Atatürk, Istanbul             |                                               |
| 5 novembre 2015 21h05 CET | Quaresma 58e | (0 - 0) | 76e Niasse       | Spectateurs : 24 690 Arbitrage : Felix Zwayer | Spectateurs : 24 690 Arbitrage : Felix Zwayer |
| 5 novembre 2015 21h05 CET | Rapport      |         |                  | Spectateurs : 24 690 Arbitrage : Felix Zwayer | Spectateurs : 24 690 Arbitrage : Felix Zwayer |

| 5 novembre 2015 | Skënderbeu Korçë                       | 3 - 0   | Sporting CP  | Elbasan Arena, Elbasan                             |                                                    |
| 21h05 CET       | Lilaj 15e 19e (pen.) · Nimaga (en) 55e | (2 - 0) |              | Spectateurs : 1 783 Arbitrage : Kristo Tohver (en) | Spectateurs : 1 783 Arbitrage : Kristo Tohver (en) |
| 21h05 CET       |                                        | Rapport | 17e Patrício | Spectateurs : 1 783 Arbitrage : Kristo Tohver (en) | Spectateurs : 1 783 Arbitrage : Kristo Tohver (en) |

| 5e journée                 | Lokomotiv Moscou            | 2 - 4   | Sporting CP                                        | Stade Lokomotiv, Moscou                              |                                                      |
| 26 novembre 2015 19h00 CET | Maicon 5e · Mirantchouk 86e | (1 - 3) | 20e Montero · 38e Ruiz · 43e Martins · 60e Pereira | Spectateurs : 11 043 Arbitrage : Antonio Mateu Lahoz | Spectateurs : 11 043 Arbitrage : Antonio Mateu Lahoz |
| 26 novembre 2015 19h00 CET | Rapport                     |         |                                                    | Spectateurs : 11 043 Arbitrage : Antonio Mateu Lahoz | Spectateurs : 11 043 Arbitrage : Antonio Mateu Lahoz |

| 26 novembre 2015 | Beşiktaş      | 2 - 0   | Skënderbeu Korçë | Stade olympique Atatürk, Istanbul          |                                            |
| 19h00 CET        | Tosun 35e 78e | (1 - 0) |                  | Spectateurs : 11 155 Arbitrage : Paweł Gil | Spectateurs : 11 155 Arbitrage : Paweł Gil |
| 19h00 CET        | Rapport       |         |                  | Spectateurs : 11 155 Arbitrage : Paweł Gil | Spectateurs : 11 155 Arbitrage : Paweł Gil |

| 6e journée                 | Sporting CP                | 3 - 1   | Beşiktaş  | Stade José Alvalade XXI, Lisbonne             |                                               |
| 10 décembre 2015 21h05 CET | Slimani 67e · Ruiz 72e 78e | (0 - 0) | 58e Gómez | Spectateurs : 28 211 Arbitrage : Manuel Gräfe | Spectateurs : 28 211 Arbitrage : Manuel Gräfe |
| 10 décembre 2015 21h05 CET | Rapport                    |         |           | Spectateurs : 28 211 Arbitrage : Manuel Gräfe | Spectateurs : 28 211 Arbitrage : Manuel Gräfe |

| 10 décembre 2015 | Skënderbeu Korçë | 0 - 3   | Lokomotiv Moscou                         | Elbasan Arena, Elbasan                                |                                                       |
| 21h05 CET        |                  | (0 - 1) | 18e Tarasov · 89e Niasse · 90+1e Samedov | Spectateurs : 1 152 Arbitrage : Marijo Strahonja (en) | Spectateurs : 1 152 Arbitrage : Marijo Strahonja (en) |
| 21h05 CET        | Rapport          |         |                                          | Spectateurs : 1 152 Arbitrage : Marijo Strahonja (en) | Spectateurs : 1 152 Arbitrage : Marijo Strahonja (en) |

### Groupe I
| Rang | Équipe        | Pts | J | G | N | P | Bp | Bc | Diff |  | Résultats (▼ dom., ► ext.) |     |     |     |     |
| ---- | ------------- | --- | - | - | - | - | -- | -- | ---- |  | -------------------------- | --- | --- | --- | --- |
| 1    | FC Bâle       | 13  | 6 | 4 | 1 | 1 | 10 | 5  | +5   |  | FC Bâle                    |     | 2-2 | 2-0 | 1-2 |
| 2    | AC Fiorentina | 10  | 6 | 3 | 1 | 2 | 11 | 6  | +5   |  | AC Fiorentina              | 1-2 |     | 1-2 | 1-0 |
| 3    | Lech Poznań   | 5   | 6 | 1 | 2 | 3 | 2  | 6  | -4   |  | Lech Poznań                | 0-1 | 0-2 |     | 0-0 |
| 4    | Belenenses    | 5   | 6 | 1 | 2 | 3 | 2  | 8  | -6   |  | Belenenses                 | 0-2 | 0-4 | 0-0 |     |

Source : UEFA
| 1re journée                  | AC Fiorentina | 1 - 2   | FC Bâle                      | Stade Artemio-Franchi, Florence                 |                                                 |
| 17 septembre 2015 21h05 CEST | Kalinić 4e    | (1 - 0) | 71e Bjarnason · 79e El Nenny | Spectateurs : 15 212 Arbitrage : Michael Oliver | Spectateurs : 15 212 Arbitrage : Michael Oliver |
| 17 septembre 2015 21h05 CEST | Rodríguez 66e | Rapport |                              | Spectateurs : 15 212 Arbitrage : Michael Oliver | Spectateurs : 15 212 Arbitrage : Michael Oliver |

| 17 septembre 2015 | Lech Poznań | 0 - 0   | Belenenses | Stade INEA, Poznań                                |                                                   |
| 21h05 CEST        |             | (0 - 0) |            | Spectateurs : 7 934 Arbitrage : Serhiy Boyko (en) | Spectateurs : 7 934 Arbitrage : Serhiy Boyko (en) |
| 21h05 CEST        | Rapport     |         |            | Spectateurs : 7 934 Arbitrage : Serhiy Boyko (en) | Spectateurs : 7 934 Arbitrage : Serhiy Boyko (en) |

| 2e journée                  | Belenenses | 0 - 4   | AC Fiorentina                                                  | Stade du Restelo, Lisbonne                         |                                                    |
| 1er octobre 2015 19h00 CEST |            | (0 - 2) | 18e Bernardeschi · 45+1e Babacar · 83e (csc) Tonel · 90e Rossi | Spectateurs : 6 886 Arbitrage : Aleksandar Stavrev | Spectateurs : 6 886 Arbitrage : Aleksandar Stavrev |
| 1er octobre 2015 19h00 CEST | Rapport    |         |                                                                | Spectateurs : 6 886 Arbitrage : Aleksandar Stavrev | Spectateurs : 6 886 Arbitrage : Aleksandar Stavrev |

| 1er octobre 2015 | FC Bâle                    | 2 - 0   | Lech Poznań      | Parc Saint-Jacques, Bâle                            |                                                     |
| 19h00 CEST       | Bjarnason 55e · Embolo 90e | (0 - 0) |                  | Spectateurs : 17 567 Arbitrage : Ognjen Valjić (en) | Spectateurs : 17 567 Arbitrage : Ognjen Valjić (en) |
| 19h00 CEST       |                            | Rapport | 22e, 49e Linetty | Spectateurs : 17 567 Arbitrage : Ognjen Valjić (en) | Spectateurs : 17 567 Arbitrage : Ognjen Valjić (en) |

| 3e journée                 | FC Bâle  | 1 - 2   | Belenenses               | Parc Saint-Jacques, Bâle                              |                                                       |
| 22 octobre 2015 19h00 CEST | Lang 15e | (1 - 2) | 27e Leal · 45+1e Miranda | Spectateurs : 17 275 Arbitrage : Simon Lee Evans (it) | Spectateurs : 17 275 Arbitrage : Simon Lee Evans (it) |
| 22 octobre 2015 19h00 CEST | Rapport  |         |                          | Spectateurs : 17 275 Arbitrage : Simon Lee Evans (it) | Spectateurs : 17 275 Arbitrage : Simon Lee Evans (it) |

| 22 octobre 2015 | AC Fiorentina | 1 - 2   | Lech Poznań              | Stade Artemio-Franchi, Florence                    |                                                    |
| 19h00 CEST      | Rossi 90e     | (0 - 0) | 65e Kownacki · 82e Gajos | Spectateurs : 13 792 Arbitrage : Gediminas Mažeika | Spectateurs : 13 792 Arbitrage : Gediminas Mažeika |
| 19h00 CEST      | Rebić 90+2e   | Rapport |                          | Spectateurs : 13 792 Arbitrage : Gediminas Mažeika | Spectateurs : 13 792 Arbitrage : Gediminas Mažeika |

| 4e journée                | Belenenses | 0 - 2   | FC Bâle                  | Stade du Restelo, Lisbonne                   |                                              |
| 5 novembre 2015 21h05 CET |            | (0 - 1) | 45+1e Janko · 64e Embolo | Spectateurs : 4 802 Arbitrage : Tamás Bognár | Spectateurs : 4 802 Arbitrage : Tamás Bognár |
| 5 novembre 2015 21h05 CET | Rapport    |         |                          | Spectateurs : 4 802 Arbitrage : Tamás Bognár | Spectateurs : 4 802 Arbitrage : Tamás Bognár |

| 5 novembre 2015 | Lech Poznań | 0 - 2   | AC Fiorentina  | Stade INEA, Poznań                                  |                                                     |
| 21h05 CET       |             | (0 - 1) | 42e 83e Iličić | Spectateurs : 22 343 Arbitrage : Halis Özkahya (en) | Spectateurs : 22 343 Arbitrage : Halis Özkahya (en) |
| 21h05 CET       | Rapport     |         |                | Spectateurs : 22 343 Arbitrage : Halis Özkahya (en) | Spectateurs : 22 343 Arbitrage : Halis Özkahya (en) |

| 5e journée                 | FC Bâle                  | 2 - 2   | AC Fiorentina        | Parc Saint-Jacques, Bâle                            |                                                     |
| 26 novembre 2015 19h00 CET | Suchý 40e · El Nenny 74e | (1 - 2) | 23e 36e Bernardeschi | Spectateurs : 22 550 Arbitrage : Ivan Kružliak (en) | Spectateurs : 22 550 Arbitrage : Ivan Kružliak (en) |
| 26 novembre 2015 19h00 CET |                          | Rapport | 26e Roncaglia        | Spectateurs : 22 550 Arbitrage : Ivan Kružliak (en) | Spectateurs : 22 550 Arbitrage : Ivan Kružliak (en) |

| 26 novembre 2015 | Belenenses | 0 - 0   | Lech Poznań | Stade du Restelo, Lisbonne                         |                                                    |
| 19h00 CET        |            | (0 - 0) |             | Spectateurs : 1 987 Arbitrage : Arnold Hunter (en) | Spectateurs : 1 987 Arbitrage : Arnold Hunter (en) |
| 19h00 CET        | Rapport    |         |             | Spectateurs : 1 987 Arbitrage : Arnold Hunter (en) | Spectateurs : 1 987 Arbitrage : Arnold Hunter (en) |

| 6e journée                 | AC Fiorentina | 1 - 0   | Belenenses | Stade Artemio-Franchi, Florence                            |                                                            |
| 10 décembre 2015 21h05 CET | Babacar 67e   | (0 - 0) |            | Spectateurs : 12 765 Arbitrage : Vladislav Bezborodov (en) | Spectateurs : 12 765 Arbitrage : Vladislav Bezborodov (en) |
| 10 décembre 2015 21h05 CET | Rapport       |         |            | Spectateurs : 12 765 Arbitrage : Vladislav Bezborodov (en) | Spectateurs : 12 765 Arbitrage : Vladislav Bezborodov (en) |

| 10 décembre 2015 | Lech Poznań | 0 - 1   | FC Bâle     | Stade INEA, Poznań                                 |                                                    |
| 21h05 CET        |             | (0 - 0) | 50e Boëtius | Spectateurs : 10 457 Arbitrage : Bobby Madden (en) | Spectateurs : 10 457 Arbitrage : Bobby Madden (en) |
| 21h05 CET        | Rapport     |         |             | Spectateurs : 10 457 Arbitrage : Bobby Madden (en) | Spectateurs : 10 457 Arbitrage : Bobby Madden (en) |

### Groupe J
| Rang | Équipe            | Pts | J | G | N | P | Bp | Bc | Diff |  | Résultats (▼ dom., ► ext.) |     |     |     |     |
| ---- | ----------------- | --- | - | - | - | - | -- | -- | ---- |  | -------------------------- | --- | --- | --- | --- |
| 1    | Tottenham Hotspur | 13  | 6 | 4 | 1 | 1 | 12 | 6  | +6   |  | Tottenham Hotspur          |     | 2-1 | 3-1 | 4-1 |
| 2    | RSC Anderlecht    | 10  | 6 | 3 | 1 | 2 | 8  | 6  | +2   |  | RSC Anderlecht             | 2-1 |     | 1-1 | 2-1 |
| 3    | AS Monaco         | 6   | 6 | 1 | 3 | 2 | 5  | 9  | -4   |  | AS Monaco                  | 1-1 | 0-2 |     | 1-0 |
| 4    | Qarabağ Ağdam     | 4   | 6 | 1 | 1 | 4 | 4  | 8  | -4   |  | Qarabağ Ağdam              | 0-1 | 1-0 | 1-1 |     |

Source : UEFA
| 1re journée                  | RSC Anderlecht | 1 - 1   | AS Monaco  | Stade Constant Vanden Stock, Anderlecht                |                                                        |
| 17 septembre 2015 21h05 CEST | Gillet 11e     | (1 - 0) | 85e Traoré | Spectateurs : 15 576 Arbitrage : Miroslav Zelinka (en) | Spectateurs : 15 576 Arbitrage : Miroslav Zelinka (en) |
| 17 septembre 2015 21h05 CEST | Rapport        |         |            | Spectateurs : 15 576 Arbitrage : Miroslav Zelinka (en) | Spectateurs : 15 576 Arbitrage : Miroslav Zelinka (en) |

| 17 septembre 2015 | Tottenham Hotspur        | 3 - 1   | FK Qarabağ        | White Hart Lane, Londres                               |                                                        |
| 21h05 CEST        | Son 28e 30e · Lamela 86e | (2 - 1) | 7e (pen.) Richard | Spectateurs : 26 463 Arbitrage : Adrien Jaccottet (de) | Spectateurs : 26 463 Arbitrage : Adrien Jaccottet (de) |
| 21h05 CEST        | Rapport                  |         |                   | Spectateurs : 26 463 Arbitrage : Adrien Jaccottet (de) | Spectateurs : 26 463 Arbitrage : Adrien Jaccottet (de) |

| 2e journée                  | FK Qarabağ  | 1 - 0   | RSC Anderlecht | Stade Tofiq-Béhramov, Bakou                          |                                                      |
| 1er octobre 2015 19h00 CEST | Richard 36e | (1 - 0) |                | Spectateurs : 25 000 Arbitrage : Oliver Drachta (en) | Spectateurs : 25 000 Arbitrage : Oliver Drachta (en) |
| 1er octobre 2015 19h00 CEST | Rapport     |         |                | Spectateurs : 25 000 Arbitrage : Oliver Drachta (en) | Spectateurs : 25 000 Arbitrage : Oliver Drachta (en) |

| 1er octobre 2015 | AS Monaco       | 1 - 1   | Tottenham Hotspur | Stade Louis-II, Monaco                            |                                                   |
| 19h00 CEST       | El Shaarawy 81e | (0 - 1) | 36e Lamela        | Spectateurs : 7 216 Arbitrage : Artur Soares Dias | Spectateurs : 7 216 Arbitrage : Artur Soares Dias |
| 19h00 CEST       | Rapport         |         |                   | Spectateurs : 7 216 Arbitrage : Artur Soares Dias | Spectateurs : 7 216 Arbitrage : Artur Soares Dias |

| 3e journée                 | AS Monaco  | 1 - 0   | FK Qarabağ | Stade Louis-II, Monaco                            |                                                   |
| 22 octobre 2015 19h00 CEST | Traoré 70e | (0 - 0) |            | Spectateurs : 6 165 Arbitrage : Jakob Kehlet (da) | Spectateurs : 6 165 Arbitrage : Jakob Kehlet (da) |
| 22 octobre 2015 19h00 CEST | Rapport    |         |            | Spectateurs : 6 165 Arbitrage : Jakob Kehlet (da) | Spectateurs : 6 165 Arbitrage : Jakob Kehlet (da) |

| 22 octobre 2015 | RSC Anderlecht         | 2 - 1   | Tottenham Hotspur | Stade Constant Vanden Stock, Anderlecht              |                                                      |
| 19h00 CEST      | Gillet 15e · Okaka 75e | (1 - 1) | 4e Eriksen        | Spectateurs : 18 504 Arbitrage : Pol van Boekel (en) | Spectateurs : 18 504 Arbitrage : Pol van Boekel (en) |
| 19h00 CEST      | Rapport                |         |                   | Spectateurs : 18 504 Arbitrage : Pol van Boekel (en) | Spectateurs : 18 504 Arbitrage : Pol van Boekel (en) |

| 4e journée                | FK Qarabağ     | 1 - 1   | AS Monaco     | Stade Tofiq-Béhramov, Bakou                     |                                                 |
| 5 novembre 2015 17h00 CET | Armenteros 39e | (1 - 0) | 72e Cavaleiro | Spectateurs : 30 200 Arbitrage : Cristian Balaj | Spectateurs : 30 200 Arbitrage : Cristian Balaj |
| 5 novembre 2015 17h00 CET | Rapport        |         |               | Spectateurs : 30 200 Arbitrage : Cristian Balaj | Spectateurs : 30 200 Arbitrage : Cristian Balaj |

| 5 novembre 2015 | Tottenham Hotspur      | 2 - 1   | RSC Anderlecht | White Hart Lane, Londres                       |                                                |
| 21h05 CET       | Kane 29e · Dembélé 87e | (1 - 0) | 72e Ezekiel    | Spectateurs : 33 479 Arbitrage : Orel Grinfeld | Spectateurs : 33 479 Arbitrage : Orel Grinfeld |
| 21h05 CET       | Rapport                |         |                | Spectateurs : 33 479 Arbitrage : Orel Grinfeld | Spectateurs : 33 479 Arbitrage : Orel Grinfeld |

| 5e journée                 | AS Monaco | 0 - 2   | RSC Anderlecht                | Stade Louis-II, Monaco                       |                                              |
| 26 novembre 2015 19h00 CET |           | (0 - 1) | 45+1e Gillet · 78e Acheampong | Spectateurs : 5 913 Arbitrage : Manuel Gräfe | Spectateurs : 5 913 Arbitrage : Manuel Gräfe |
| 26 novembre 2015 19h00 CET | Rapport   |         |                               | Spectateurs : 5 913 Arbitrage : Manuel Gräfe | Spectateurs : 5 913 Arbitrage : Manuel Gräfe |

| 26 novembre 2015 | FK Qarabağ | 0 - 1   | Tottenham Hotspur | Stade Tofiq-Béhramov, Bakou                                   |                                                               |
| 19h00 CET        |            | (0 - 0) | 78e Kane          | Spectateurs : 28 000 Arbitrage : Anastasios Sidiropoulos (en) | Spectateurs : 28 000 Arbitrage : Anastasios Sidiropoulos (en) |
| 19h00 CET        | Rapport    |         |                   | Spectateurs : 28 000 Arbitrage : Anastasios Sidiropoulos (en) | Spectateurs : 28 000 Arbitrage : Anastasios Sidiropoulos (en) |

| 6e journée                 | RSC Anderlecht        | 2 - 1   | FK Qarabağ        | Stade Constant Vanden Stock, Anderlecht        |                                                |
| 10 décembre 2015 21h05 CET | Najar 28e · Okaka 31e | (2 - 1) | 26e Quintana (en) | Spectateurs : 16 075 Arbitrage : Slavko Vinčić | Spectateurs : 16 075 Arbitrage : Slavko Vinčić |
| 10 décembre 2015 21h05 CET | Rapport               |         |                   | Spectateurs : 16 075 Arbitrage : Slavko Vinčić | Spectateurs : 16 075 Arbitrage : Slavko Vinčić |

| 10 décembre 2015 | Tottenham Hotspur               | 4 - 1   | AS Monaco       | White Hart Lane, Londres                    |                                             |
| 21h05 CET        | Lamela 2e 15e 38e · Carroll 78e | (3 - 0) | 61e El Shaarawy | Spectateurs : 34 122 Arbitrage : Ivan Bebek | Spectateurs : 34 122 Arbitrage : Ivan Bebek |
| 21h05 CET        | Rapport                         |         |                 | Spectateurs : 34 122 Arbitrage : Ivan Bebek | Spectateurs : 34 122 Arbitrage : Ivan Bebek |

### Groupe K
| Rang | Équipe           | Pts | J | G | N | P | Bp | Bc | Diff |  | Résultats (▼ dom., ► ext.) |     |     |     |     |
| ---- | ---------------- | --- | - | - | - | - | -- | -- | ---- |  | -------------------------- | --- | --- | --- | --- |
| 1    | Schalke 04       | 14  | 6 | 4 | 2 | 0 | 15 | 3  | +12  |  | Schalke 04                 |     | 2-2 | 4-0 | 1-0 |
| 2    | Sparta Prague    | 12  | 6 | 3 | 3 | 0 | 10 | 5  | +5   |  | Sparta Prague              | 1-1 |     | 1-0 | 2-0 |
| 3    | Asteras Tripolis | 4   | 6 | 1 | 1 | 4 | 4  | 12 | -8   |  | Asteras Tripolis           | 0-4 | 1-1 |     | 2-0 |
| 4    | APOEL Nicosie    | 3   | 6 | 1 | 0 | 5 | 3  | 12 | -9   |  | APOEL Nicosie              | 0-3 | 1-3 | 2-1 |     |

Source : UEFA
| 1re journée                  | APOEL Nicosie        | 0 - 3   | Schalke 04                    | Stade GSP, Nicosie                            |                                               |
| 17 septembre 2015 21h05 CEST |                      | (0 - 2) | 28e Matip · 35e 71e Huntelaar | Spectateurs : 13 512 Arbitrage : Tony Chapron | Spectateurs : 13 512 Arbitrage : Tony Chapron |
| 17 septembre 2015 21h05 CEST | De Vincenti (en) 77e | Rapport |                               | Spectateurs : 13 512 Arbitrage : Tony Chapron | Spectateurs : 13 512 Arbitrage : Tony Chapron |

| 17 septembre 2015 | Asteras Tripolis | 1 - 1   | Sparta Prague | Stade Theodoros Kolokotronis (en), Tripoli            |                                                       |
| 21h05 CEST        | Mazza (en) 2e    | (1 - 0) | 56e Lafata    | Spectateurs : 2 984 Arbitrage : Marijo Strahonja (en) | Spectateurs : 2 984 Arbitrage : Marijo Strahonja (en) |
| 21h05 CEST        | Rapport          |         |               | Spectateurs : 2 984 Arbitrage : Marijo Strahonja (en) | Spectateurs : 2 984 Arbitrage : Marijo Strahonja (en) |

| 2e journée                  | Sparta Prague               | 2 - 0   | APOEL | Generali Arena, Prague                    |                                           |
| 1er octobre 2015 19h00 CEST | Fatai (en) 24e · Brabec 60e | (1 - 0) |       | Spectateurs : 9 130 Arbitrage : Paweł Gil | Spectateurs : 9 130 Arbitrage : Paweł Gil |
| 1er octobre 2015 19h00 CEST | Rapport                     |         |       | Spectateurs : 9 130 Arbitrage : Paweł Gil | Spectateurs : 9 130 Arbitrage : Paweł Gil |

| 1er octobre 2015 | Schalke 04                                  | 4 - 0   | Asteras Tripolis | Veltins-Arena, Gelsenkirchen                         |                                                      |
| 19h00 CEST       | Di Santo 28e 37e 44e (pen.) · Huntelaar 84e | (3 - 0) |                  | Spectateurs : 42 447 Arbitrage : Pol van Boekel (en) | Spectateurs : 42 447 Arbitrage : Pol van Boekel (en) |
| 19h00 CEST       | Rapport                                     |         |                  | Spectateurs : 42 447 Arbitrage : Pol van Boekel (en) | Spectateurs : 42 447 Arbitrage : Pol van Boekel (en) |

| 3e journée                 | Schalke 04             | 2 - 2   | Sparta Prague               | Veltins-Arena, Gelsenkirchen                       |                                                    |
| 22 octobre 2015 19h00 CEST | Di Santo 6e · Sané 73e | (1 - 0) | 50e Fatai (en) · 63e Lafata | Spectateurs : 51 244 Arbitrage : Artur Soares Dias | Spectateurs : 51 244 Arbitrage : Artur Soares Dias |
| 22 octobre 2015 19h00 CEST | Rapport                |         |                             | Spectateurs : 51 244 Arbitrage : Artur Soares Dias | Spectateurs : 51 244 Arbitrage : Artur Soares Dias |

| 22 octobre 2015 | APOEL Nicosie                       | 2 - 1   | Asteras Tripolis | Stade GSP, Nicosie                                  |                                                     |
| 19h00 CEST      | Cavenaghi 45+9e (pen.) · Carlão 59e | (1 - 1) | 8e Lluy (en)     | Spectateurs : 12 783 Arbitrage : Aleksei Eskov (en) | Spectateurs : 12 783 Arbitrage : Aleksei Eskov (en) |
| 19h00 CEST      | Rapport                             |         |                  | Spectateurs : 12 783 Arbitrage : Aleksei Eskov (en) | Spectateurs : 12 783 Arbitrage : Aleksei Eskov (en) |

| 4e journée                | Sparta Prague | 1 - 1   | Schalke 04      | Generali Arena, Prague                                  |                                                         |
| 5 novembre 2015 21h05 CET | Lafata 6e     | (1 - 1) | 20e (pen.) Geis | Spectateurs : 17 352 Arbitrage : Carlos Clos Gómez (en) | Spectateurs : 17 352 Arbitrage : Carlos Clos Gómez (en) |
| 5 novembre 2015 21h05 CET | Rapport       |         |                 | Spectateurs : 17 352 Arbitrage : Carlos Clos Gómez (en) | Spectateurs : 17 352 Arbitrage : Carlos Clos Gómez (en) |

| 5 novembre 2015 | Asteras Tripolis             | 2 - 0   | APOEL Nicosie | Stade Theodoros Kolokotronis (en), Tripoli          |                                                     |
| 21h05 CET       | Bertoglio 2e · Giánnou 45+1e | (2 - 0) |               | Spectateurs : 3 624 Arbitrage : Oliver Drachta (en) | Spectateurs : 3 624 Arbitrage : Oliver Drachta (en) |
| 21h05 CET       | Rapport                      |         |               | Spectateurs : 3 624 Arbitrage : Oliver Drachta (en) | Spectateurs : 3 624 Arbitrage : Oliver Drachta (en) |

| 5e journée                 | Schalke 04        | 1 - 0   | APOEL Nicosie | Veltins-Arena, Gelsenkirchen                    |                                                 |
| 26 novembre 2015 19h00 CET | Choupo-Moting 86e | (0 - 0) |               | Spectateurs : 43 117 Arbitrage : Andreas Ekberg | Spectateurs : 43 117 Arbitrage : Andreas Ekberg |
| 26 novembre 2015 19h00 CET | Rapport           |         |               | Spectateurs : 43 117 Arbitrage : Andreas Ekberg | Spectateurs : 43 117 Arbitrage : Andreas Ekberg |

| 26 novembre 2015 | Sparta Prague   | 1 - 0   | Asteras Tripolis | Generali Arena, Prague                          |                                                 |
| 19h00 CET        | Brabec 33e      | (1 - 0) |                  | Spectateurs : 10 140 Arbitrage : Michael Oliver | Spectateurs : 10 140 Arbitrage : Michael Oliver |
| 19h00 CET        | Krejčí 76e, 82e | Rapport |                  | Spectateurs : 10 140 Arbitrage : Michael Oliver | Spectateurs : 10 140 Arbitrage : Michael Oliver |

| 6e journée                 | APOEL Nicosie | 1 - 3   | Sparta Prague              | Stade GSP, Nicosie                         |                                            |
| 10 décembre 2015 21h05 CET | Cavenaghi 6e  | (1 - 0) | 63e Juliš · 77e 87e Lafata | Spectateurs : 5 940 Arbitrage : István Vad | Spectateurs : 5 940 Arbitrage : István Vad |
| 10 décembre 2015 21h05 CET | Rapport       |         |                            | Spectateurs : 5 940 Arbitrage : István Vad | Spectateurs : 5 940 Arbitrage : István Vad |

| 10 décembre 2015 | Asteras Tripolis | 0 - 4   | Schalke 04                                       | Stade Theodoros Kolokotronis (en), Tripoli  |                                             |
| 21h05 CET        |                  | (0 - 2) | 29e Di Santo · 37e 78e Choupo-Moting · 86e Meyer | Spectateurs : 2 501 Arbitrage : Liran Liany | Spectateurs : 2 501 Arbitrage : Liran Liany |
| 21h05 CET        | Rapport          |         |                                                  | Spectateurs : 2 501 Arbitrage : Liran Liany | Spectateurs : 2 501 Arbitrage : Liran Liany |

### Groupe L
| Rang | Équipe            | Pts | J | G | N | P | Bp | Bc | Diff |  | Résultats (▼ dom., ► ext.) |     |     |     |     |
| ---- | ----------------- | --- | - | - | - | - | -- | -- | ---- |  | -------------------------- | --- | --- | --- | --- |
| 1    | Athletic Bilbao   | 13  | 6 | 4 | 1 | 1 | 16 | 8  | +8   |  | Athletic Bilbao            |     | 3-1 | 5-1 | 2-2 |
| 2    | FC Augsbourg      | 9   | 6 | 3 | 0 | 3 | 12 | 11 | +1   |  | FC Augsbourg               | 2-3 |     | 1-3 | 4-1 |
| 3    | Partizan Belgrade | 9   | 6 | 3 | 0 | 3 | 10 | 14 | -4   |  | Partizan Belgrade          | 0-2 | 1-3 |     | 3-2 |
| 4    | AZ Alkmaar        | 4   | 6 | 1 | 1 | 4 | 8  | 13 | -5   |  | AZ Alkmaar                 | 2-1 | 0-1 | 1-2 |     |

Source : UEFA
| 1re journée                  | Partizan Belgrade              | 3 - 2   | AZ Alkmaar                           | Stade du Partizan, Belgrade                    |                                                |
| 17 septembre 2015 21h05 CEST | Oumarou 11e 40e · Živković 89e | (2 - 1) | 34e Van der Linden · 90+3e Henriksen | Spectateurs : 7 949 Arbitrage : Daniele Orsato | Spectateurs : 7 949 Arbitrage : Daniele Orsato |
| 17 septembre 2015 21h05 CEST |                                | Rapport | 42e, 77e Hupperts                    | Spectateurs : 7 949 Arbitrage : Daniele Orsato | Spectateurs : 7 949 Arbitrage : Daniele Orsato |

| 17 septembre 2015 | Athletic Bilbao              | 3 - 1   | FC Augsbourg | San Mamés, Bilbao                                          |                                                            |
| 21h05 CEST        | Aduriz 55e 66e · Susaeta 90e | (0 - 1) | 12e Altıntop | Spectateurs : 37 838 Arbitrage : Vladislav Bezborodov (en) | Spectateurs : 37 838 Arbitrage : Vladislav Bezborodov (en) |
| 21h05 CEST        | Rapport                      |         |              | Spectateurs : 37 838 Arbitrage : Vladislav Bezborodov (en) | Spectateurs : 37 838 Arbitrage : Vladislav Bezborodov (en) |

| 2e journée                  | FC Augsbourg  | 1 - 3   | Partizan Belgrade               | WWK Arena, Augsbourg                             |                                                  |
| 1er octobre 2015 19h00 CEST | Bobadilla 58e | (0 - 1) | 31e 62e Živković · 54e Fabrício | Spectateurs : 22 948 Arbitrage : Alexandru Tudor | Spectateurs : 22 948 Arbitrage : Alexandru Tudor |
| 1er octobre 2015 19h00 CEST |               | Rapport | 60e, 64e Subić (en)             | Spectateurs : 22 948 Arbitrage : Alexandru Tudor | Spectateurs : 22 948 Arbitrage : Alexandru Tudor |

| 1er octobre 2015 | AZ Alkmaar                       | 2 - 1   | Athletic Bilbao | AFAS Stadion, Alkmaar                               |                                                     |
| 19h00 CEST       | Henriksen 55e · Bóveda 65e (csc) | (0 - 0) | 75e Aduriz      | Spectateurs : 11 434 Arbitrage : Ivan Kružliak (en) | Spectateurs : 11 434 Arbitrage : Ivan Kružliak (en) |
| 19h00 CEST       | Rapport                          |         |                 | Spectateurs : 11 434 Arbitrage : Ivan Kružliak (en) | Spectateurs : 11 434 Arbitrage : Ivan Kružliak (en) |

| 3e journée                 | AZ Alkmaar | 0 - 1   | FC Augsbourg   | AFAS Stadion, Alkmaar                                  |                                                        |
| 22 octobre 2015 19h00 CEST |            | (0 - 1) | 43e Trochowski | Spectateurs : 16 511 Arbitrage : Miroslav Zelinka (en) | Spectateurs : 16 511 Arbitrage : Miroslav Zelinka (en) |
| 22 octobre 2015 19h00 CEST | Rapport    |         |                | Spectateurs : 16 511 Arbitrage : Miroslav Zelinka (en) | Spectateurs : 16 511 Arbitrage : Miroslav Zelinka (en) |

| 22 octobre 2015 | Partizan Belgrade | 0 - 2   | Athletic Bilbao             | Stade du Partizan, Belgrade                            |                                                        |
| 19h00 CEST      |                   | (0 - 1) | 32e García · 85e Etxebarria | Spectateurs : 11 128 Arbitrage : Paweł Raczkowski (pl) | Spectateurs : 11 128 Arbitrage : Paweł Raczkowski (pl) |
| 19h00 CEST      | Rapport           |         |                             | Spectateurs : 11 128 Arbitrage : Paweł Raczkowski (pl) | Spectateurs : 11 128 Arbitrage : Paweł Raczkowski (pl) |

| 4e journée                | FC Augsbourg                   | 4 - 1   | AZ Alkmaar    | WWK Arena, Augsbourg                               |                                                    |
| 5 novembre 2015 21h05 CET | Bobadilla 24e 33e 74e · Ji 66e | (2 - 1) | 45+1e Janssen | Spectateurs : 24 241 Arbitrage : Bobby Madden (en) | Spectateurs : 24 241 Arbitrage : Bobby Madden (en) |
| 5 novembre 2015 21h05 CET | Rapport                        |         |               | Spectateurs : 24 241 Arbitrage : Bobby Madden (en) | Spectateurs : 24 241 Arbitrage : Bobby Madden (en) |

| 5 novembre 2015 | Athletic Bilbao                                                | 5 - 1   | Partizan Belgrade | San Mamés, Bilbao                                    |                                                      |
| 21h05 CET       | Williams 15e 19e · Etxebarria 40e · Aduriz 71e · Elustondo 81e | (3 - 1) | 17e Oumarou       | Spectateurs : 39 849 Arbitrage : Michael Koukoulakis | Spectateurs : 39 849 Arbitrage : Michael Koukoulakis |
| 21h05 CET       | Rapport                                                        |         |                   | Spectateurs : 39 849 Arbitrage : Michael Koukoulakis | Spectateurs : 39 849 Arbitrage : Michael Koukoulakis |

| 5e journée                 | AZ Alkmaar | 1 - 2   | Partizan Belgrade          | AFAS Stadion, Alkmaar                                |                                                      |
| 26 novembre 2015 19h00 CET | Souza 48e  | (0 - 0) | 65e Oumarou · 89e Živković | Spectateurs : 12 784 Arbitrage : Harald Lechner (en) | Spectateurs : 12 784 Arbitrage : Harald Lechner (en) |
| 26 novembre 2015 19h00 CET | Rapport    |         |                            | Spectateurs : 12 784 Arbitrage : Harald Lechner (en) | Spectateurs : 12 784 Arbitrage : Harald Lechner (en) |

| 26 novembre 2015 | FC Augsbourg                   | 2 - 3   | Athletic Bilbao              | WWK Arena, Augsbourg                               |                                                    |
| 19h00 CET        | Trochowski 41e · Bobadilla 59e | (1 - 1) | 10e Susaeta · 83e 86e Aduriz | Spectateurs : 23 741 Arbitrage : Artur Soares Dias | Spectateurs : 23 741 Arbitrage : Artur Soares Dias |
| 19h00 CET        | Rapport                        |         |                              | Spectateurs : 23 741 Arbitrage : Artur Soares Dias | Spectateurs : 23 741 Arbitrage : Artur Soares Dias |

| 6e journée                 | Partizan Belgrade   | 1 - 3   | FC Augsbourg                              | Stade du Partizan, Belgrade                        |                                                    |
| 10 décembre 2015 21h05 CET | Oumarou 11e         | (1 - 1) | 45+2e Hong · 51e Verhaegh · 89e Bobadilla | Spectateurs : 14 132 Arbitrage : Paolo Tagliavento | Spectateurs : 14 132 Arbitrage : Paolo Tagliavento |
| 10 décembre 2015 21h05 CET | Živković 45+1e, 81e | Rapport |                                           | Spectateurs : 14 132 Arbitrage : Paolo Tagliavento | Spectateurs : 14 132 Arbitrage : Paolo Tagliavento |

| 10 décembre 2015 | Athletic Bilbao         | 2 - 2   | AZ Alkmaar                    | San Mamés, Bilbao                               |                                                 |
| 21h05 CET        | Sola 43e · San José 47e | (1 - 1) | 26e Van Overeem · 88e Janssen | Spectateurs : 29 483 Arbitrage : Benoît Bastien | Spectateurs : 29 483 Arbitrage : Benoît Bastien |
| 21h05 CET        | Rapport                 |         |                               | Spectateurs : 29 483 Arbitrage : Benoît Bastien | Spectateurs : 29 483 Arbitrage : Benoît Bastien |